# Moustoir-Ac
Moustoir-Ac [mustwaʁak] est une commune française, située dans le département du Morbihan en région Bretagne.
Moustoir-Ac possède une population municipale de 1 713 habitants en 2022. Elle est située sur les hauteurs granitiques que sont les Landes de Lanvaux.
De nombreux mégalithes jalonnent le territoire de la commune, tel le Dolmen de Kermorvant, le Menhir de Kerara ou celui de Kermarquer, le menhir debout le plus haut du Morbihan. Le territoire de la commune possède également quelques sites archéologiques. 
Moustoir-Ac compte trois écoles (primaire et maternelle).
Moustoir-Ac existe depuis 1387 lorsqu'elle se sépare de l'ancienne paroisse primitive de Plumelin. Lors de la Chouannerie, Moustoir-Ac deviendra un repaire pour les chouans qui s'illustreront grâce aux chiens de bergers noirs utilisés pour des opérations de renseignements. Une grave affaire, l'affaire du Roh Jocim, aura lieu à Moustoir-Ac et à Saint-Jean Brévelay qui se terminera par sept morts au total.
Lors de la Première Guerre mondiale, Moustoir-Ac perd 110 des siens. Pendant la Seconde Guerre mondiale, la bataille du bois de la Touche-Minio se déroulera sur le territoire. Charles de Gaulle viendra rendre un hommage solennel aux martyrs de la Seconde Guerre mondiale.

## Géographie

### Localisation
Moustoir-Ac se situe à 26 kilomètres au nord de Vannes et à 29 kilomètres au sud de Pontivy. Elle est située au croisement des axes routiers Rennes-Lorient et Vannes-Saint-Brieuc.
Moustoir-Ac s'étire sur 9,1 km sur sa plus grande longueur, de Les Trois Croix à Quistinic.
Les hauteurs granitiques des Landes de Lanvaux possèdent leur point culminant (175 m) sur la commune de Moustoir-Ac.

### Relief
Le point culminant des Landes de Lanvaux (176 m) se trouve sur la commune de Moustoir-Ac, à l'extrémité sud, près du village de Kergo Bihan. La commune présente un relief vallonné, fait de nombreux monticules.
| - Carte topographique de la commune de Moustoir-Ac. |

### Paysage
On rencontre les paysages caractéristiques propres aux landes de Lanvaux, grandes bandes de granite dans le Morbihan. Le territoire de Moustoir-Ac possède de multiples vallons aux versants plus ou moins raides et dégagés, des chaos rocheux, des pierres à bassin, des pierres branlantes, de multiples ruisseaux. La commune est riche de monuments mégalithiques. Le territoire de la commune dispose de chemins de randonnées pour les marcheurs, vététistes et cavaliers.

### Voies de communication et transports

#### Réseau routier
Moustoir-Ac est desservie à l'est de la commune par la D767 reliant Vannes à Pontivy. La D767 possède une bretelle de sortie permettant d'accéder directement au bourg et une bretelle d' entrée.
La D16 reliant Étel à Locminé passe du nord au sud sur le territoire de la commune, au hameau de Kerhéro.
Enfin, la D179 reliant Le Sourn à Grand-Champ passe à l'ouest de Moustoir-Ac.

### Hydrographie
Pour un article plus général, voir Réseau hydrographique du Morbihan.
La commune est située dans le bassin Loire-Bretagne. Elle est drainée par le Tarun, le Kergueurh, le Pont Ruyen, le ruisseau du Pont ruyen, le ruisseau le Goyedon, le ruisseau le Ponctuel, le Runio et divers autres petits cours d'eau,.
Le plus gros cours d'eau de Moustoir-Ac est le Tarun, affluent de l'Ével et sous-affluent du Blavet. Le Tarun sert de limite de commune entre Moustoir-Ac et Plumelin, au nord-ouest de la commune. Le seul cours d'eau qui traverse presque entièrement la commune est le Pontcuel. Il prend sa source à Moustoir-Ac avant de se jeter dans le Tarun à la limite de Moustoir-Ac et de Plumelin. À l'est, le ruisseau de Kergueurh forme la limite des communes de Moustoir-Ac et de Bignan, le ruisseau du Pont Ruyen forme la limite de la commune avec Colpo. Ces deux ruisseaux forment le ruisseau de Trébimoël, affluant de la Claie, qui sert à la limite des communes de Bignan et de Colpo.
Le Tarun, d'une longueur de 21 km, prend sa source dans la commune de Bignan et se jette  dans l'Ével à Baud, après avoir traversé huit communes. 

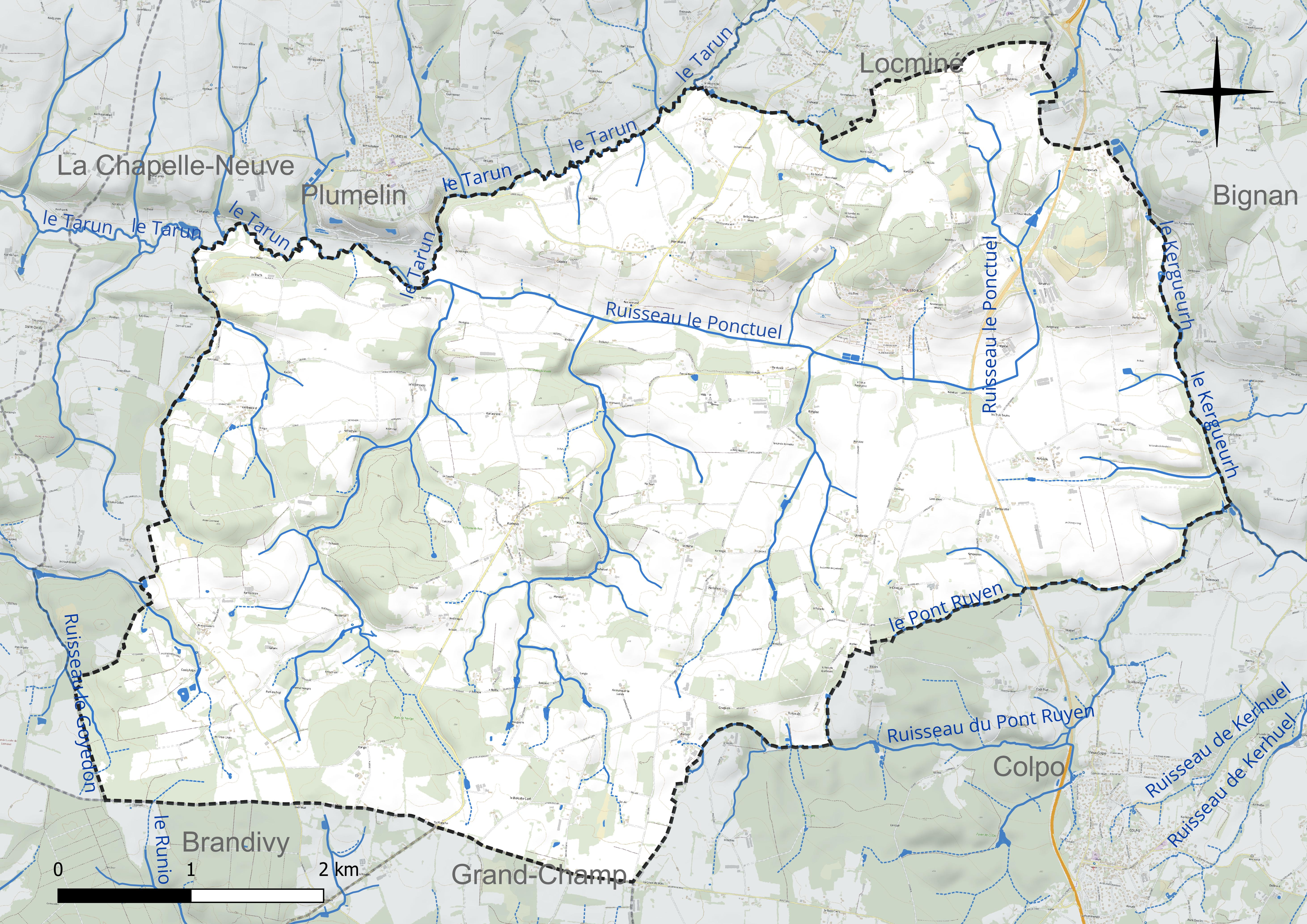
Réseau hydrographique de Moustoir-Ac.

### Climat
Pour des articles plus généraux, voir Climat de la Bretagne et Climat du Morbihan.
En 2010, le climat de la commune est de type climat océanique franc, selon une étude du CNRS s'appuyant sur une série de données couvrant la période 1971-2000. En 2020, Météo-France publie une typologie des climats de la France métropolitaine dans laquelle la commune est exposée à un climat océanique et est dans la région climatique  Bretagne orientale et méridionale, Pays nantais, Vendée, caractérisée par une faible pluviométrie en été et une bonne insolation. Parallèlement l'observatoire de l'environnement en Bretagne publie en 2020 un zonage climatique de la région Bretagne, s'appuyant sur des données de Météo-France de 2009. La commune est, selon ce zonage, dans la zone « Intérieur », exposée à un climat médian, à dominante océanique.
Pour la période 1971-2000, la température annuelle moyenne est de 11,4 °C, avec une amplitude thermique annuelle de 12 °C. Le cumul annuel moyen de précipitations est de 999 mm, avec 14,7 jours de précipitations en janvier et 7,2 jours en juillet. Pour la période 1991-2020, la température moyenne annuelle observée sur la station météorologique la plus proche, située sur la commune de Bignan à 5 km à vol d'oiseau, est de 11,8 °C et le cumul annuel moyen de précipitations est de 995,0 mm,. Pour l'avenir, les paramètres climatiques de la commune estimés pour 2050 selon différents scénarios d'émission de gaz à effet de serre sont consultables sur un site dédié publié par Météo-France en novembre 2022.

## Urbanisme

### Typologie
Au 1er janvier 2024, Moustoir-Ac est catégorisée commune rurale à habitat dispersé, selon la nouvelle grille communale de densité à sept niveaux définie par l'Insee en 2022.
Elle est située hors unité urbaine. Par ailleurs la commune fait partie de l'aire d'attraction de Vannes, dont elle est une commune de la couronne,. Cette aire, qui regroupe 47 communes, est catégorisée dans les aires de 50 000 à moins de 200 000 habitants,.

### Occupation des sols

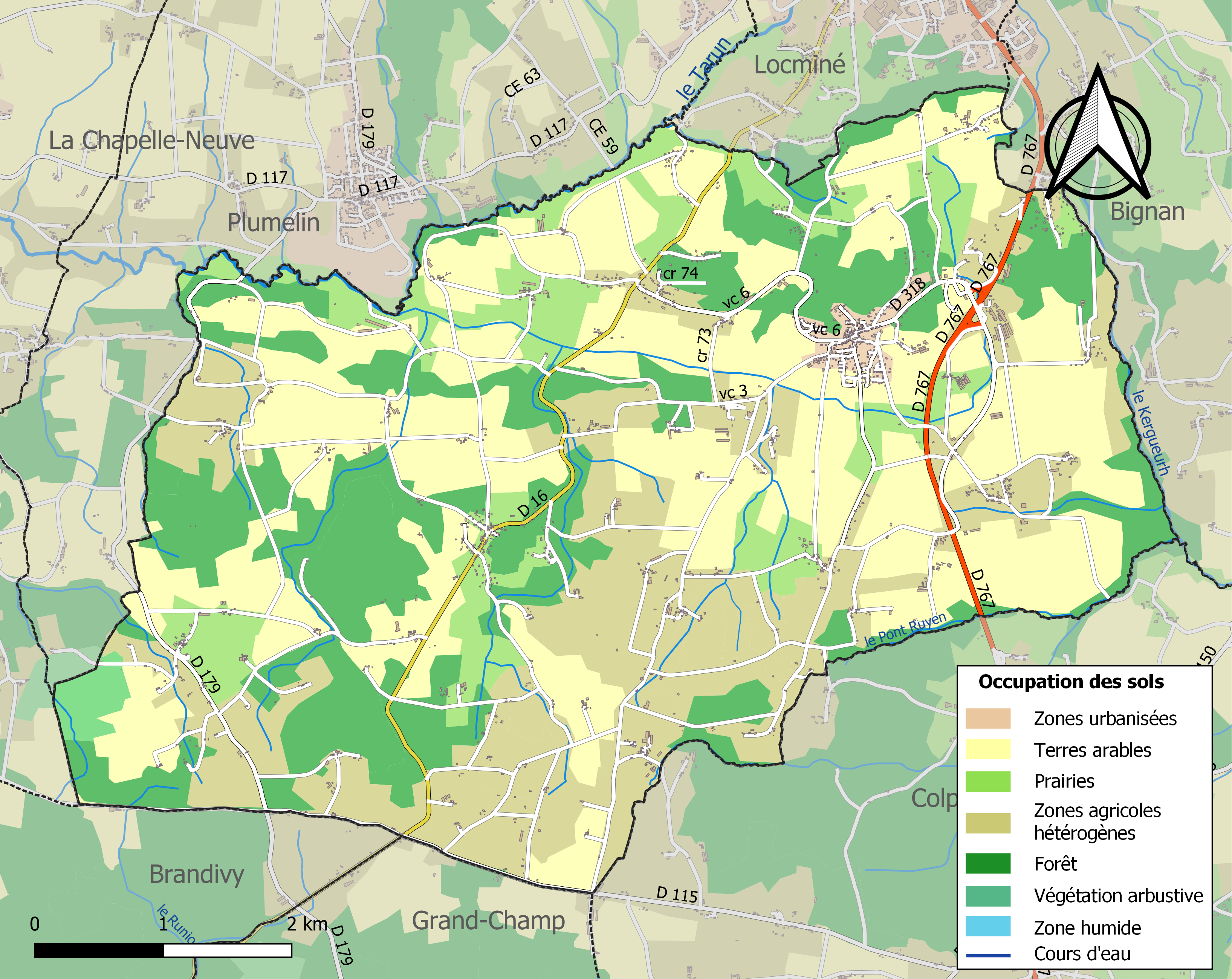
Carte des infrastructures et de l'occupation des sols de la commune en 2018 (CLC).

Le tableau ci-dessous présente l'occupation des sols de la commune en 2018, telle qu'elle ressort de la base de données européenne d’occupation biophysique des sols Corine Land Cover (CLC).
| Type d’occupation                                                                   | Pourcentage | Superficie (en hectares) |
| ----------------------------------------------------------------------------------- | ----------- | ------------------------ |
| Tissu urbain discontinu                                                             | 1,0 %       | 35                       |
| Terres arables hors périmètres d'irrigation                                         | 37,6 %      | 1272                     |
| Prairies et autres surfaces toujours en herbe                                       | 10,2 %      | 347                      |
| Systèmes culturaux et parcellaires complexes                                        | 23,4 %      | 794                      |
| Surfaces essentiellement agricoles interrompues par des espaces naturels importants | 2,8 %       | 94                       |
| Forêts de feuillus                                                                  | 5,8 %       | 198                      |
| Forêts de conifères                                                                 | 10,4 %      | 353                      |
| Forêts mélangées                                                                    | 8,0 %       | 270                      |
| Forêt et végétation arbustive en mutation                                           | 0,8 %       | 26                       |
| Source : Corine Land Cover                                                          |             |                          |

## Toponymie
Le nom de la localité est mentionné sous les formes Monster en Radenec en 1182, Moustoér Radennac en 1387, Moustoer Radennac en 1407, Monstouer Radennac en 1427, Monstouer Radenac en 1464 et en 1477, Moustoer Radenac en 1467, Moustouer Radenac en 1481, Moustouer Redenac en 1536 et Moustoir Radenac au XVIIe siècle,.
En français, Moustoir-Radenac va devenir Moustoir-Ac par simplification. La forme contractée Moustoir-Ac est utilisée dès le milieu du XVIIe siècle.
Moustoer-Logunec'h en breton.

## Histoire

### Néolithique

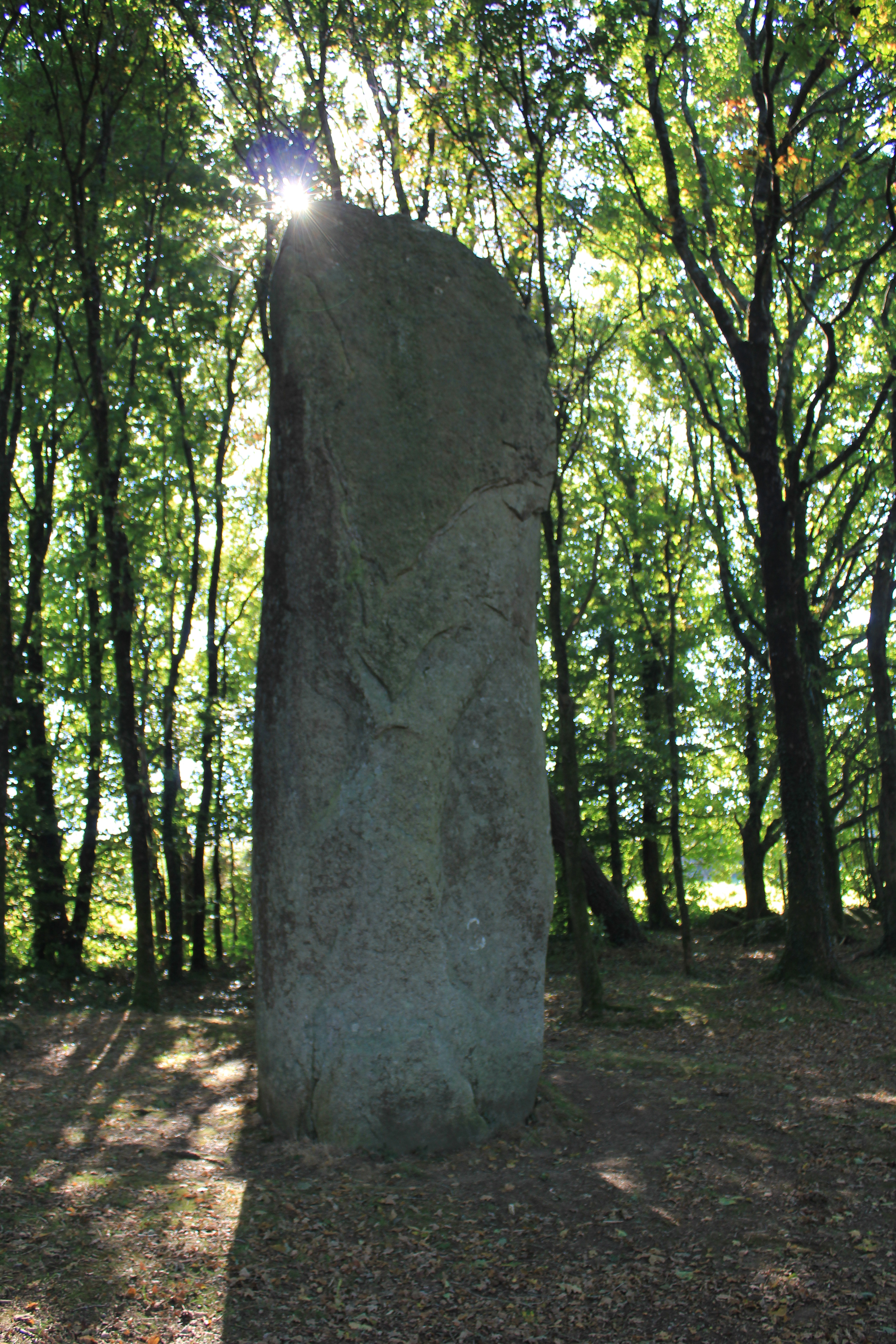
Le menhir de Kermarquer

Le territoire de Moustoir-Ac était déjà peuplé lors de la période du Néolithique, au début du Ve millénaire. En effet, les populations du Néolithique peuplant ce territoire construisirent de nombreux mégalithes à partir d'affleurements de granite découverts sur place ou peu éloignés, ou de blocs arénisés. De nombreux mégalithes comme des allées couvertes, des dolmens ou des menhirs ainsi qu'un tumulus sont aujourd'hui disparus, abattus lors des opérations de remembrement, détruits par le temps ou même prélevés volontairement pour servir de stèle à fonction commémorative. Néanmoins, de nombreux monuments mégalithiques sont encore debout et témoignent de la présence d'habitants sur la commune pendant le Néolithique. Ces mégalithes sont par exemple les dolmens de Kermorvant et du Resto, les menhirs de Kerara, de Cosquéro, de Botergal et de Kerigo. Le menhir de Men-Bras-de-Kermar-Ker est quant à lui érigé au début du  IVe millénaire.

### Antiquité

#### Âge du bronze et âge du fer
Des traces de l'âge du bronze sont présentes sur le territoire de Moustoir-Ac. Un dépôt de la fin de cette période se situe au sud du village du Cosquer. Des haches armoricaines à douille quadrangulaire et anneau latéral, en bronze plombeux, un alliage particulièrement fragile, sont découvertes sous un bloc rocheux en 1923. Ses haches devaient être utilisés comme instrument d'échange. Mathurin Hilary, maire de la commune à cette époque, fit don à la Société polymathique du Morbihan de quatre des haches les mieux conservées. Les terres des lieux-dits du Cosquer, de Botquistin, de Kerspernec et du Champ-Long possédaient de nombreux outils préhistoriques glanés lors des défrichements et des labours.
L'âge du fer est également présent sur les terres de Moustoir-Ac. En effet, une trentaine de coffres, fermés par des pierres plates ou par encorbellement, datant de cette période, ont été découverts en 1856 par Casimir de La Fruglaye à l'intérieur du tumulus aujourd'hui disparu du dolmen du Resto, qui lui, est daté du Néolithique. Seul un des vases contenait des restes humains incinérés, dont deux dents.

#### Occupation romaine
La Gaule, dont fait partie Moustoir-Ac, est sous occupation romaine à partir de 52 av. J.-C. Les habitations étant dispersées, ceci explique la résistance du breton face au latin. La naissance du réseau routier romain va accélérer le processus. La via Juliomagus-Vorgium (Angers-Carhaix), notamment, traversait le territoire de Moustoir-Ac. À partir du carrefour de Kerdroguen (en Colpo), elle se dirigeait au nord-ouest pour aller couper l'axe Baud-Locminé au village de Saint-Jean-du-Poteau (en Plumelin), soit un trajet d'environ 12 km (3 lieues). La voie franchissait à gué deux ruisseaux, à Toulran et au Pont-Ruyen. La voie faisait une double courbe, ce qui est assez rare, pour atteindre les hauteurs du coteau situé au-dessus du village de Kerbernard. Elle franchissait également le Tarun au moulin de Kerbourdal.
Un autre grand chemin limitait au sud le territoire de Moustoir-Ac. Cette voie, jalonnée de mégalithes, avait une direction générale rectiligne dans le prolongement exact de la voie Angers-Colpo. Ce chemin était nommé Hent Kornevec ou Chemin de Cornouaille, également qualifié de Chemin des Potiers. Elle servit de limite entre le comté de Broërec et de Rohan mais on ne sait si elle faisait partie du réseau routier romain.
Les fouilles entreprises par Casimir de La Fruglaye, qui était domicilié au château du Resto, en 1856 principalement, permirent de découvrir quelques substructions gallo-romaines qui étaient reliés à la voie Angers-Carhaix par des voies secondaires. Il découvrit les vestiges d'un vaste camp romain qui possédait plusieurs enceintes, dont trois parapets parallèles en pierres d'une longueur de 100 mètres ainsi que les fondations de deux maisons. Il y trouva énormément de fragments de tuiles à rebord, de vases en poterie vernissée et de bouteilles de verre, une anse et un goulot d'amphore, des morceaux de fer oxydés, le pommeau et une partie de la lame d'un sabre romain. Il déterra également une écuelle en terre sigillée ornée de dessins en relief de couleur rouge sur un vernis noir ainsi que d'un poids en granite. Des pièces de monnaie romaine furent également trouvée par le cultivateur voisin mais il les jeta car elles n'avaient pas cours au marché. L'archéologue découvrit aussi des fragments de tuiles à rebord, des tessons de poterie, des cendres, du charbon et des clous oxydés à moins de 300 m de sa demeure. Il découvrit à faible profondeur sept vases remplis de cendres et d'ossement humains encore plus proche de chez lui. A proximité, une grande quantité d'ossements brûlés furent trouvés. Des médailles de l'époque gallo-romaine furent découverts dans l'allée couverte du Resto. Des amas de scories de fer fut découvert sur la lande du Resto, ce qui constitue une trace de forges gallo-romaines.
Un autre vestige d'un établissement gallo-romain est exhumé en 1964 lors de travaux de remembrements au lieu-dit l'Hôpital. Il s'y trouvait des fragments de verre, des tessons de céramique, des imbrices, des tuiles romaines et une tête en granite ainsi que trois colonnes également en granite, dont une sert aujourd'hui de support de bénitier dans l'église Sainte-Barbe.
En l'an 450, l'occupation romaine a presque cessé d'exister et elle cesse définitivement en l'an 486.

### Moyen Âge
Au VIe siècle, c'est au tour des Bretons qui, venant de Grande-Bretagne, s'installent dans l'ouest de l'Armorique qui deviendra la Bretagne. Ils donnent à presque tous les villages et lieux-dits de Bretagne et de Moustoir-Ac, des noms tirés de leur langue, comme par exemple Quistinic, Penmené, Kermorvant, Kerdréan, Kerlevenec, etc. C'est à cette époque que la paroisse primitive de Plumelin est créé. Elle englobait les territoires de La Chapelle-Neuve, de Moustoir-Ac et de presque la totalité de Locminé, à l'exception du bourg qui était rattaché à la paroisse de Moréac. Les Bretons fondent le royaume de Bretagne en 849 qui devient un duché dépendant du royaume de France en 939 jusqu'en 1532 où elle devient une province française.
Vers le XIe siècle, un pionnier fonde une chapelle sur le territoire de la paroisse de Plumelin qui deviendra celui de Moustoir-Ac. Puis, quelques personnes viennent s’installer près de ce monster ou moustoir. Il sera bientôt connu sous le nom de Monster en Radenec, le monastère aux fougères.
Entre 1182 et 1202, un conflit portant sur le versement des taxes ecclésiastiques opposant l'abbaye de Lanvaux à Guillaume, fils d'Evenou, vivant au monster en Radenec, est mentionné sur un parchemin des fonds de cette abbaye. Il s'agit de l'une des premières mentions de la commune.
Le territoire de Moustoir-Ac, situé à l'extrême sud du Rohan, est divisé en deux grandes seigneuries : Quenhouët appartenant à la famille Du Fresnay et Trébimoël appartenant à la famille de Trébimoël en 1252. Ainsi, Moustoir-Ac comme toutes les autres communes rurales, constituait une paroisse sur le plan ecclésiastique mais était divisé en plusieurs seigneuries gouvernés par différentes familles. La seigneurie de Quenhouët existe depuis au moins 1272. Quant à la seigneurie de Trébimoël elle change de propriétaires vers 1300 et revient aux Le Sénéchal, puis aux Molac en 1330 et aux La Chapelle en 1419. Le siège de cette seigneurie, c'est-à-dire son manoir et son moulin à eau, se situait en Bignan tandis que son moulin à vent se dressait à Moustoir-Ac. Trébimoël possédait des biens appartenant à l'abbaye de Lanvaux et à la maison presbytérale ainsi que des lieux nobles situés à Rochelart, Bezouët,Kerspec, Villeneuve, Calperit et au Resto mais en 1476, Jean de La Chapelle abandonne une grande partie de se territoire à Nicolas de Kermeno à cause de besoins d'argent.
Vers 1387, Moustoir-Ac se sépare de l'ancienne paroisse primitive de Plumelin et devient une paroisse à part entière. Lorsque Locminé fut érigée en paroisse, elle se tailla un territoire aux dépens de Plumelin pour se voir par la suite amputée par la création de Moustoir-Ac dont le nom montre qu’elle lui est postérieure.
La réformation de 1427 qui concerne toute la Bretagne dénombre six nobles vivant dans la paroisse de Moustoir-Ac. Cette réformation permet de répertorié les manoirs et châteaux construit pendant le Moyen Âge sur ces terres. Le manoir de Calpérit où vivait le noble Charles Hilary, le manoir de Quistinic où vivait Éon Endoux, le manoir de Kerleviné qui abritait Marion Madiou ainsi que le château du Resto, propriété du noble Jehan Phelippes, sont mentionnés tandis que deux nobles n'ont pas de demeure notée, Allain Le Douarain et Jehan Briend.
Les montres de 1464, 1477 et 1481 font mention de cinq familles de noblesses vivant dans la paroisse dont seuls les familles De Langle et Mahé n'étaient pas déjà présentes à la réformation de 1427. Il est à noter que les familles Madiou et Briend étaient présentes à la réformation mais pas aux montres. Ceci peut s'expliquer par le fait que Marion Madiou habitait Locminé mais possédait des terres à Moustoir-Ac, c'est pourquoi il a été compté dans la réformation mais pas dans les montres tandis que Jehan Briand s'est dit noble en 1427 mais cela pouvait être un mensonge.
Au XVe siècle également, Moustoir-Radenac, après avoir longtemps constitué une paroisse indépendante, fut unie à Locminé entre 1471 et 1516 et le demeura jusqu'en 1802 après la promulgation du Concordat. Toutefois le service paroissial : messes, baptêmes, enterrements y était intégralement assuré  par un curé séjournant sur place. La signalétique placée à l'entrée du bourg mentionnant le nom de Moustoer-Logunec'h inscrite sous le nom de Moustoir-Ac est la dernière trace visible de l'union des deux paroisses, à l'exception des manuscrits. Moustoer faisant référence à Moustoir-Ac et Logunec'h à Locminé.
Selon un aveu de 1471, Moustoirac [Moustoir-Ac] était, au sein de la Vicomté de Rohan, une des 46 paroisses ou trèves de la seigneurie proprement dite de Rohan.

### Temps modernes

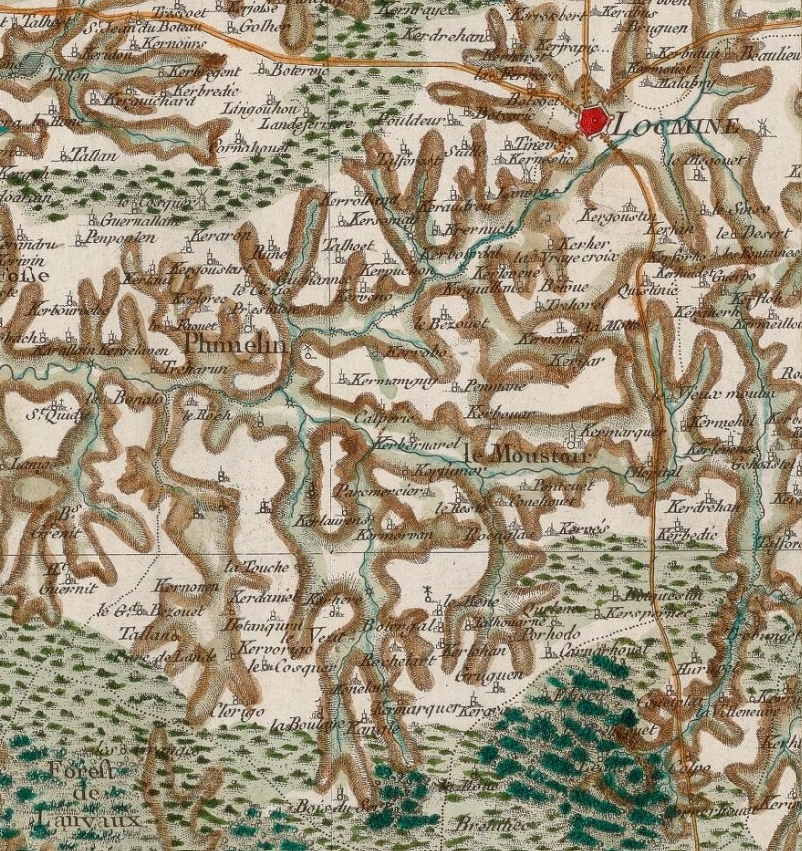
Carte de Cassini de Locminé, Moustoir (Moustoir-Ac) et Plumelin (1789).

La réformation de 1536 permet de faire un dernier bilan de la noblesse à Moustoir-Ac. Elle liste six nobles demeurant dans sept manoirs ou châteaux différents. Par rapport aux montres et à la réformation précédente, les familles Phelippes, Hilary, de Langle, Endoux et Mahé sont encore présentes. Seule la famille Le Gar, vivant à Kerhediou ou Kervehio, est nouvelle.
L'église de la commune, l'église Sainte-Barbe, située au bourg, date en majeure partie de la première moitié du XVIe siècle. La chapelle Notre-Dame-des-Sept-Douleurs, une des deux chapelles communal et qui est située au hameau de Kerhéro, est construite en 1749.
Moustoir-Radenac (Moustoir-Ac) n'était pas sous l'Ancien Régime une trève mais une paroisse unie à celle de Locminé : le recteur des deux paroisses vivait à Locminé et était assisté d'un vicaire, mais Moustoir-Radenac disposait d'un curé résidant sur place qui y faisait les baptêmes, les mariages et les sépultures. Il y eut toujours deux églises et deux presbytères.

### Révolution française et Chouannerie
À la Révolution, en 1791, Moustoir-Ac est érigée en commune du canton de Locminé.
Avec la création des communes en 1789, les recensements de la population sont apparus. Le premier en 1793 a compté 1 512 habitants à Moustoir-Ac.
De 1792 à 1800, pendant la Chouannerie, le territoire de Moustoir-Ac se prêtant bien à cette guerre d'embuscade, ceci amène de nombreux Monastériens de devenir des chouans.
Entre 1789 et 1803, une fraternité laïque dominicaine, le "Tiers-Ordre de Saint-Dominique" du diocèse de Vannes, recrutait de nombreux membres dans la région, principalement à Grand-Champ (24 membres cités), Bignan (15 membres) et Moustoir-Ac (13 membres).

#### La fronde des chiens noirs
Le 21 juillet 1795, les chouans locaux se retirent à Kerninen, lieu-dit de Moustoir-Ac. En  1796, les combats reprennent et en 1797, les combats s'arrêtent pour un temps. Pendant ce temps, les chouans locaux vont dresser des chiens de berger noirs destinés à des opérations de renseignements. Ces chiens leur apporteront une telle aide que les chouans de Moustoir Radenac seront surnommés "les chiens noirs du Moustoir" ou plus couramment les chas (chaj) du en breton. Ce surnom colle encore à la peau des Monastériens.

#### L'affaire du Roh Jocim
En 1797 et en 1798, les conséquences d'une odieuse affaire à Moustoir-Ac entraîne un tribut de cinq morts, un abbé réfractaire, un républicain et sa mère, un chouan et un civil. À la suite de cette affaire, trois semaines plus tard, le frère du civil mort et son épouse sont lancés dans le vide d'une falaise rocheuse dite Roh Jocim à Saint-Jean Brévelay, ils mourront. Cette affaire restera gravée sous le nom de l'affaire du Roh Jocim.
La chapelle Notre-Dame-de-Lourdes, dite de la Congrégation, située au bourg, est terminée en 1888, elle sera consacrée le 8 septembre 1890. La chapelle Notre-Dame-des-Sept-Douleurs sera entièrement reconstruite en 1896.

### LeXIXesiècle
Plusieurs hommes de Moustoir-Ac refusèrent de servir la monarchie de Juillet, par fidélité légitimiste dans le contexte de la Chouannerie de 1832 : par exemple Mathurin Guelvout, réfractaire depuis 1831, fut arrêté le 1er novembre 1840 à Château-Vaissière (en Bignan) et le 11 novembre 1840 Mélan Mandart, déserteur, fut arrêté par les gendarmes de Grand-Champ. En juillet 1842 cinq soldats de la garnison de Locminé et trois gendarmes, qui escortaient un réfractaire, furent attaqués non loin de Moustoir-Ac par une vingtaine de paysans, embusqués derrière le talus d'un champ et qui firent feu, blessant 5 militaires et libérèrent le prisonnier.
La Gazette de Bretagne rapporte que le 10 août 1834 « un détachement de 1 500 hommes s'est porté sur les communes de Locminé et Moustoirac, et, bientôt après, un autre détachement, composé de gendarmes, s'est présenté au château du Resto, habité par M. Latouche Limousinières et ses filles, et a procédé à une visite domiciliaire (...) ». Leurs recherches furent vaines.
Vers le milieu du XIXe siècle, la population reste majoritairement légitimiste : par exemple en 1850 le journal La Bretagne lance une souscription destinée à offrir au Comte de Chambord deux chevaux bretons ; 42 % des habitants (enfants au berceau inclus) de Moustoir-Ac y souscrivent.
A. Marteville et P. Varin, continuateurs d'Ogée, décrivent ainsi Moustoir-Ac en 1853 :

« Moustoirac : commune formée de l'ancienne trève [faux, une paroisse unie à celle de Locminé] de Locminé, dite Moustoir-Locminé et aussi Moustoir-Radenac ; aujourd'hui succursale. (...) Principaux villages : Quistinic, Penmenez, l'hôpital, Kerdréan, Kerhédic, Kerhero, Kerlaurent, Kerbastard, Kernouen, Bois-de-Cerf, le Ménez, le Resto, Quelen, le Cosquer, Kermarquer, Kerlevinec, Kerara, Brangousser, la Boulaie, Kerminguy, Kerbonard, Kermorvant. Superficie totale : 3 373 hectares 38 ares, dont (...) terres labourables 1 044 ha, prës et pâturages 322 ha, bois 163 ha, vergers et jardins 60 ha, landes et incultes 1 707 ha (...). Moulins du Resto, vieux, à eau ; de Trébinouel, du Bourg, de l'Angle, Guillard, du Resto, à vent. (...). La route de Vannes à Locminé traverse cette commune. Géologie : granite, schiste micacé dans la partie sud. On parle le breton. »

Plusieurs hommes de Moustoir-Ac furent zouaves pontificaux : N. Raoulcorne [en fait Cosme Raoul] ; Marie Le Divenant [en fait Marc Divenah] et Joachim Le Dévédec ; tous les trois participèrent notamment à la défense de Rome en 1870 et le dernier cité fut, de plus, membre des Légion des Volontaires de l'Ouest pendant la Guerre de 1870.
En 1876 le clergé de Moustoir-Ac dément la accusations d'un rapport qui affirme que les prêtres ont influencé les paroissiens pour qu'ils votent en faveur d'Albert de Mun, candidat légitimiste, et d'avoir détruit des bulletins de vote au nom de son opposant républicain lors des élections législatives du 20 février et du 5 mars 1876. L'élection fut invalidée, mais lors de l'élection partielle qui suivit en juin 1876 « de nombreux témoins ont déposé qu'à Pluméliau, à Cléguérec, à Moustoirac, à Baud, à Séglien, à Locuon, à Naizin, à Noyal-Pontivy et dans de nombreuses autres paroisses, les curées et vicaires se tenaient à la porte des sections de vote, surveillaient les bulletins, déchiraient ceux de M. Cadoret [le candidat républicain], forçaient les électeurs à prendre ceux de M. de Mun et les conduisaient voter ». Albert de Mun fut à nouveau élu député de la circonscription de Pontivy.

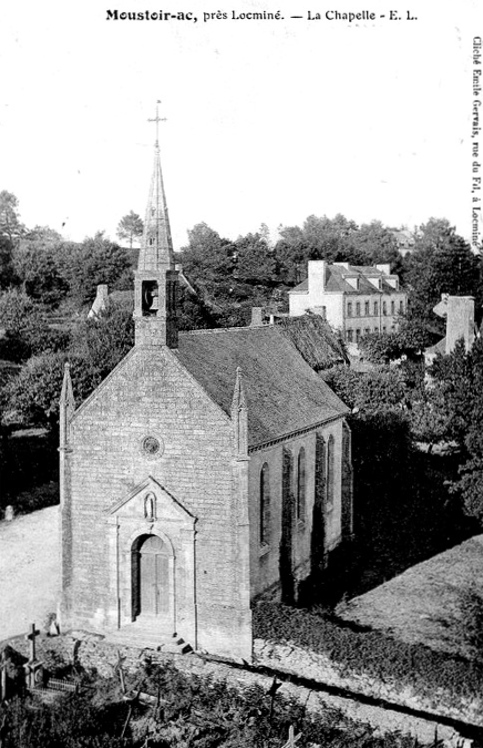
La chapelle de la Congrégation de Moustoir-Ac (carte postale Émile Gervais).

Une épidémie de dysenterie fit 85 malades (dont 20 moururent) à Moustoir-Ac en 1876. Le docteur Alfred Fouquet explique la propagation de la maladie par les conditions de vie déplorables des habitants de la région qui « ne prennent absolument aucun soin, soit de leur propreté, soit de celle de leurs maisons. Ils jettent les selles des malades devant leur porte et parfois les vident dans la maison même, au milieu des cochons et des poulets, au milieu desquels ils grouillent. (...) Ils se refusent d'ailleurs à prendre aucun médicament ».
La chapelle de la Congrégation, dite aussi chapelle Notre-Dame de Lourdes, est construite pour le service de la "congrégation des jeunes filles" en 1888 et bénie en 1890.

### LeXXesiècle

#### La Belle Époque
La population de Moustoir-Ac a ensuite connu une rapide croissance pour atteindre les 1 900 habitants au début du XXe siècle soit plus qu'actuellement.
La Congrégation des Filles de Jésus exerçait son activité à Moustoir-Ac ; en 1902 le conseil municipal de la commune donne à l'unanimité un avis favorable à la création de son nouvel établissement en application de la Loi du 1er juillet 1901.
Le 30 novembre 1902 plusieurs maires de la région, dont Hilary, maire de Moustoir-Ac, réunis à Pontivy, signent un texte dans lequel ils refusent de surveiller si les prêtres de leur paroisse utilisent la langue française, et non la langue bretonne, lors des leçons de catéchisme et des instructions religieuses.
Selon l'hebdomadaire anticlérical Les Corbeaux la population de Moustoir-Ac est en majeure partie fanatisée, ayant pour idéal suprême  Dieu et le Roi ; les deux instituteurs publics « sèment sans relâche dans cette terre pauvre et ingrate le bon grain de la Raison et multiplient leurs efforts pour arracher au Prêtre les intelligences rudimentaire des malheureux Bretons » ; sur les conseils du recteur, « l'école est envahie par la bande des culs-bénits, qui la met au pillage, la saccage, souille les murs (...) ». Les faits sont aussi relatés par le journal L'Ouest-Éclair.
Le 2 août 1908, jour du {pardon de Moustoir-Ac, un incendie détruisit les hangars, les écuries et les arbres du château de Kerlan, mais le château lui-même fut préservé.

#### La Première Guerre mondiale

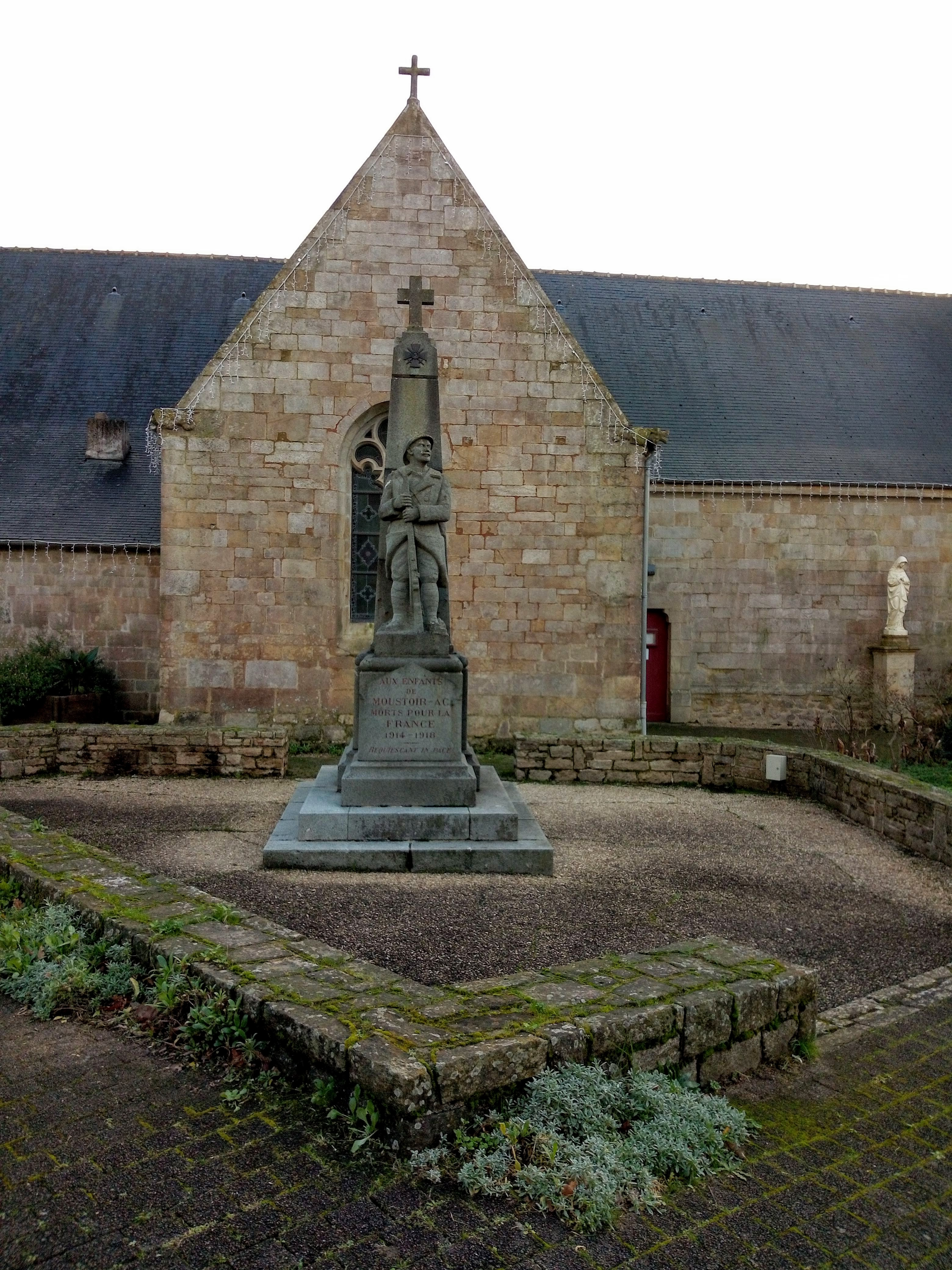
Le monument aux morts de Moustoir-Ac.

Le monument aux morts de Moustoir-Ac porte les noms de 109 soldats morts pour la France lors de la Première Guerre mondiale ; parmi eux 6 au moins sont morts en Belgique (dont 5 dès l'année 1914 : 2 à Maissin), 2 à Rossignol et un à Namur) ; Joseph Guillemet, membre de l'Armée française d'Orient, est mort en 1915 en Serbie et Joseph Hilary en 1916 en Grèce dans le cadre de l'Expédition de Salonique ; la plupart des autres sont décédés sur le sol français.

#### L'Entre-deux-guerres
Le monument aux morts a été édifié en 1924 (architecte : Léon Hernot ; constructeur : Joseph Cadoret) dans l'ancien cimetière, depuis désaffecté. Le cimetière de Moustoir-Ac est déplacé le 5 mai 1934.

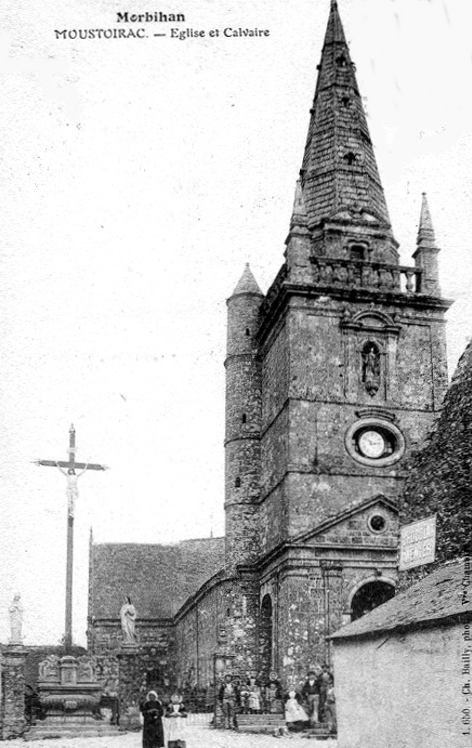
Église et calvaire de Moustoirac (Moustoir-Ac) vers 1925 (carte postale Ch. Bailly).

#### La Seconde Guerre mondiale

##### L'occupation allemande
Lors de la Seconde Guerre mondiale les premiers Allemands arrivent à Moustoir-Ac en juin 1940. Le 4 juin 1943, la Feldkommandantur inflige à la commune une amende de 170 000 francs, Moustoir-Ac ne peut que se soumettre.
Dans la nuit du 21 au 22 septembre 1943, quatre hommes masqués, qualifiés de "terroristes" [sans doute des résistants] par le journal, pénètrent dans la ferme Collet , tirent des coups de feu et volent 20 000 francs ; les auteurs des faits furent arrêtés peu après.
En 1944, une carrière de Moustoir-Ac sous le contrôle d'un seul Allemand est dépouillée de 320 kg de dynamite et de 1000 m de mèche lente. Un parachutage a lieu à Ty Planche, lieu-dit au sud-ouest de Moustoir-Ac.
Les premiers maquisards, sous l'autorité de Milès, occupent les bois de Moustoir-Ac. Après la bataille de Saint-Marcel, le 18 juin 1944, certains résistants, après s’être repliés, viendront rejoindre les maquisards des bois de Moustoir-Ac.
Un avion allemand basé à Meucon bombardera le Resto et Kerbouar, lieu-dit de Moustoir-Ac.
Les résistants qui combattaient à Botségalo, lieu-dit de Grand-Champ, se replient. La 17e compagnie de Milès trouve refuge au bois de la Touche. Le nombre de résistants cantonnés dans le bois de la Touche-Minio est chiffré à 183.

##### Bataille du bois de la Touche-Minio
Le 28 juin 1944, dès 4 heures du matin, environ 1000 soldats et 47 blindés, canons et obusiers allemands commencent l'encerclement du massif forestier. Les Allemands ne parviennent pas à refermer le cercle. Certains résistants, avertis par des voisins, filent par la Villeneuve, lieu-dit de Moustoir-Ac. D'autres restent au Minio où se tient la bataille, deux heures plus tard, le dernier résistant, un tireur au FM, se replie. Un résistant, Georges Le Hyaric, meurt durant ce combat. Quelques heures plus tard, un adolescent de 15 ans meurt, tué par des Allemands, à proximité. Léon Allain, 24 ans, sera arrêté au Minio puis déporté en Allemagne où il mourra au camp de concentration de Neuengamme.

##### Fin de la Seconde Guerre mondiale
Un Algérien suspecté d'être collaborateur notoire est assassiné, proche du bourg, après avoir fui le maquis puis été grièvement blessé.
La population pourra à nouveau respirer un peu avec l'arrivée des Américains, début août 1944.
Le 25 octobre 1944, encore au Minio, un enfant de 6 ans, Jean Allain, meurt par une grenade oubliée.
Le 9 septembre 1960, Charles de Gaulle en personne, vient rendre un hommage solennel aux martyrs de la Seconde Guerre mondiale. Il passe à Kergueurh, lieu-dit situé au nord-est de Moustoir-Ac, où il signe un livre d'or.
Le monument aux morts de Moustoir-Ac porte les noms de 7 personnes de la commune mortes pour la France pendant la Seconde Guerre mondiale.

### L'après Seconde Guerre mondiale
Trois soldats (Alexandre Lamour, Marcel Le Texier et Hervé Morice) originaires de la commune sont morts pour la France pendant la Guerre d'Algérie.
Après la Première Guerre mondiale, Moustoir-Ac connaîtra une longue période de baisse de sa population : crise des années 30, Seconde Guerre mondiale, exode rural… La dépopulation s'accélérera même dans les années 60. Avec la mécanisation, émerge une agriculture ayant moins besoin de bras. En 1975, Moustoir-Ac ne compte plus que 1 309 habitants.
Depuis 1975, la population démographique a petit à petit augmenté. La commune surtout agricole il y a 40 ans, est désormais péri-urbaine.

### LeXXIesiècle
Un livre sur l'histoire et le patrimoine de Moustoir-Ac est sorti en 2010. Il est écrit par Jean-Étienne Picaut. Il est l'auteur de deux livres sur Colpo, sa commune d'adoption, et de Madame Napoléon Princesse Baciocchi, ayant vécu à la fin de sa vie à Colpo.
Le 16 janvier 2016, un accident impliquant une voiture et un camion fait trois morts à Moustoir-Ac.
Le soir du dimanche 16 avril 2017, une femme âgée de 84 ans est portée disparue à Moustoir-Ac. Les gendarmes de Pontivy entreprennent des recherches, en mobilisant 20 militaires et un maître-chien, interrompues par la nuit. Elle est retrouvée saine et sauve le lendemain matin, proche de son domicile, après avoir passé la nuit dehors. Le 2 août de la même année, un jeune homme de 22 ans meurt dans un accident de moto sur la D16 au hameau de Kerhéro.
Un court-métrage pour promouvoir la commune a été créé en janvier 2019 réalisé avec l'entreprise Breizh Drones, basée à Plumelin.

## Politique et administration
| Période                                  | Période  | Identité               | Étiquette         | Qualité |
| ---------------------------------------- | -------- | ---------------------- | ----------------- | --- |
| 1792                                     | 1792     | Mathurin Le Franger    | SE                | |
| 1792                                     | 1792     | Yves Lamour            | SE                | |
| 1793                                     | 1795     | Grégoire Lamour        | SE                | Laboureur. |
| 1795                                     | 1800     | Louis Dréano           | SE                | |
| 1800                                     | 1808     | Grégoire Lamour        | SE                | Déjà maire entre 1793 et 1795. |
| 1808                                     | 1826     | Jean Cadio             | SE                | Marchand de draps. |
| 1826                                     | 1828     | Louis Jézo             | SE                | Cultivateur. |
| 1828                                     | 1849     | Marc Jaffré            | SE                | Cultivateur. |
| 1849                                     | 1855     | Vincent Samson         | SE                | Laboureur. |
| 1855                                     | 1880     | Colomban Offredo       | SE                | Cultivateur. |
| 1880                                     | 1887     | Casimir de La Fruglaye | SE                | Châtelain du Resto et archéologue. |
| 1887                                     | 1929     | Mathurin Jean Hilary   | SE                | Cultivateur. Chevalier de la Légion d'honneur. |
| 1929                                     | 1945     | Henri de Kersabiec     | SE                | Châtelain du Resto |
| 1945                                     | 1953     | Jean-Marie Offredo     | SE                | |
| 1953                                     | 1971     | Jean-Louis Seveno      | SE                | Cultivateur dans le village de Quistinic. |
| 1971                                     | 1995     | Sylvie de Kersabiec    | DVD               | Châtelaine du Resto Conseillère générale du canton de Locminé (1977-1992)                                                                                             |
| 1995                                     | 2008     | Hubert de la Forest    | DVD               | Huissier de justice. Vice-président Locminé Communauté |
| 2008                                     | 2014     | Alain Jouan            | DVG               | Retraité SNCF - vice-président Locminé Communauté |
| 2014 Réélu en 2020                       | En cours | Benoît Rolland         | UDI puis Horizons | Responsable d'antenne d'un organisme professionnel agricole - Président Centre Morbihan Communauté - Président Blavet Terres et Eaux - Vice-Président Eau du Morbihan |
| Les données manquantes sont à compléter. |          |                        |                   | |

### Maire actuel
Benoît Rolland est maire de Moustoir-Ac depuis 2014. Il a été élu avec 58,38 % des voix au premier tour face au maire sortant. Réélu en 2020 avec 72,89 % des voix au premier tour
Il est également élu Président de Centre Morbihan Communauté en 2020, Président de Blavet Terres et Eaux depuis 2014 et Vice-Président de Eau du Morbihan depuis 2020.

## Population et société

### Démographie
L'évolution du nombre d'habitants est connue à travers les recensements de la population effectués dans la commune depuis 1793. Pour les communes de moins de 10 000 habitants, une enquête de recensement portant sur toute la population est réalisée tous les cinq ans, les populations de référence des années intermédiaires étant quant à elles estimées par interpolation ou extrapolation. Pour la commune, le premier recensement exhaustif entrant dans le cadre du nouveau dispositif a été réalisé en 2004.

En 2022, la commune comptait 1 713 habitants, en évolution de −6,85 % par rapport à 2016 (Morbihan : +3,82 %, France hors Mayotte : +2,11 %).
| 1793  | 1800  | 1806  | 1821  | 1831  | 1836  | 1841  | 1846  | 1851  |
| ----- | ----- | ----- | ----- | ----- | ----- | ----- | ----- | ----- |
| 1 512 | 1 510 | 1 478 | 1 666 | 1 756 | 1 612 | 1 602 | 1 589 | 1 565 |

| 1856  | 1861  | 1866  | 1872  | 1876  | 1881  | 1886  | 1891  | 1896  |
| ----- | ----- | ----- | ----- | ----- | ----- | ----- | ----- | ----- |
| 1 518 | 1 590 | 1 580 | 1 500 | 1 633 | 1 653 | 1 653 | 1 760 | 1 855 |

| 1901  | 1906  | 1911  | 1921  | 1926  | 1931  | 1936  | 1946  | 1954  |
| ----- | ----- | ----- | ----- | ----- | ----- | ----- | ----- | ----- |
| 1 874 | 1 924 | 1 907 | 1 815 | 1 801 | 1 802 | 1 823 | 1 776 | 1 656 |

| 1962  | 1968  | 1975  | 1982  | 1990  | 1999  | 2004  | 2006  | 2009  |
| ----- | ----- | ----- | ----- | ----- | ----- | ----- | ----- | ----- |
| 1 660 | 1 470 | 1 309 | 1 342 | 1 423 | 1 476 | 1 511 | 1 552 | 1 741 |

| 2014  | 2019  | 2022  | - | - | - | - | - | - |
| ----- | ----- | ----- | - | - | - | - | - | - |
| 1 808 | 1 733 | 1 713 | - | - | - | - | - | - |

### Enseignement
Moustoir-Ac possède une école primaire et maternelle publique et une école primaire privée situées au bourg .
- école publique Les Petits Chaj' du[74].
- école privée Sainte-Barbe[75].

#### Histoire des écoles de Moustoir-Ac
La première école de Moustoir-Ac fut une école privée de garçons, elle accueillit ses 34 premiers élèves en 1860. Elle était située au bourg et servait également de mairie car l’instituteur était aussi secrétaire de mairie. Une école privée de filles fut ouverte en 1880, elle était située au bourg. Mais en 1897, cette école est déplacée au lieu-dit Penhouët, à la place se tiendra une école privée de filles. Une école publique mixte située au hameau de Kerhéro fut ouverte en 1901 où elle accueillit 35 élèves. En 1906, l'école publique de filles située à Penhouët est réintégrée au bourg, dans le même bâtiment que l'école publique de garçons. Cette école devient donc l'école publique du bourg, séparée en deux, une partie filles et une partie garçons. Également en 1906, une école privée de garçons est ouverte dans le même bâtiment que celui des filles. En 1906, il y a donc deux écoles publiques, l'une au bourg et l'autre à Kerhéro et une école privée au bourg.
L'école publique mixte de Kerhéro est restaurée en 1935, en 1946, une seconde classe apparaît et un an plus tard une cantine ouvre. Une école privée mixte située à Kerhéro est ouverte en 1950 car le nombre d'élèves de l'école privée du bourg était trop important (101 garçons répartis en une classe et 102 filles réparties en deux classes en 1943). Cette école privée devient mixte en 1953. Dix ans après sa création, en 1960, l'école privée mixte de Kerhéro compte déjà deux classes, une cantine, deux cours et deux préaux. L'école publique du bourg ferme en 1963 en raison du trop peu d'élèves.
L'école publique mixte de Kerhéro ferme le 8 avril 2022 pour revenir au bourg, elle est réhabilitée pour devenir le 28 novembre 2023 le gîte des mégalithes. 

### Manifestations culturelles et festivités
- La troupe de théâtre, de ballet et de danse des Gwenn Ha Du[80].
- De 1973 à 1986, chaque année, se tenait la fête des battages, fête qui consistait à faire revivre les gestes ancestraux: battre au fléau, couper la lande à la serpe, actionner le tarare ou scier un tronc d'arbre. Elle attira 30 000 spectateurs[81].

### Sports
- Avenir Sportif de Moustoir-Ac, club de football créé en 1971[82].
- Osec Équitation, club d'équitation[83].
- Tennis Club, club de tennis ayant 63 licenciés[84].
- La ronde des chiens noirs, épreuve cycliste du Trophée Job Morvan, depuis 1993[85].

#### Complexe polyvalent
- La salle Sterenn er Roz, salle polyvalente et de sports[86].
- Deux terrains de football[87].
- Deux terrains de tennis[88].

## Patrimoine
- Le circuit des Mégalithes, proposant de visiter tous les sites mégalithiques (menhirs, dolmens, etc.) disséminés sur tout le territoire de la commune.
- L'émetteur de télévision de Vannes d'une hauteur de 142 mètres, qui dessert une grande partie du Morbihan et du Sud Finistère.

### Patrimoine civil
Le patrimoine civil de Moustoir-Ac est composé de deux châteaux et d'un manoir, de deux fontaines, de quatre lavoirs, de trois puits à eau, de dix fours à pain et de deux monuments aux morts.
Châteaux et manoir
- Château du Resto

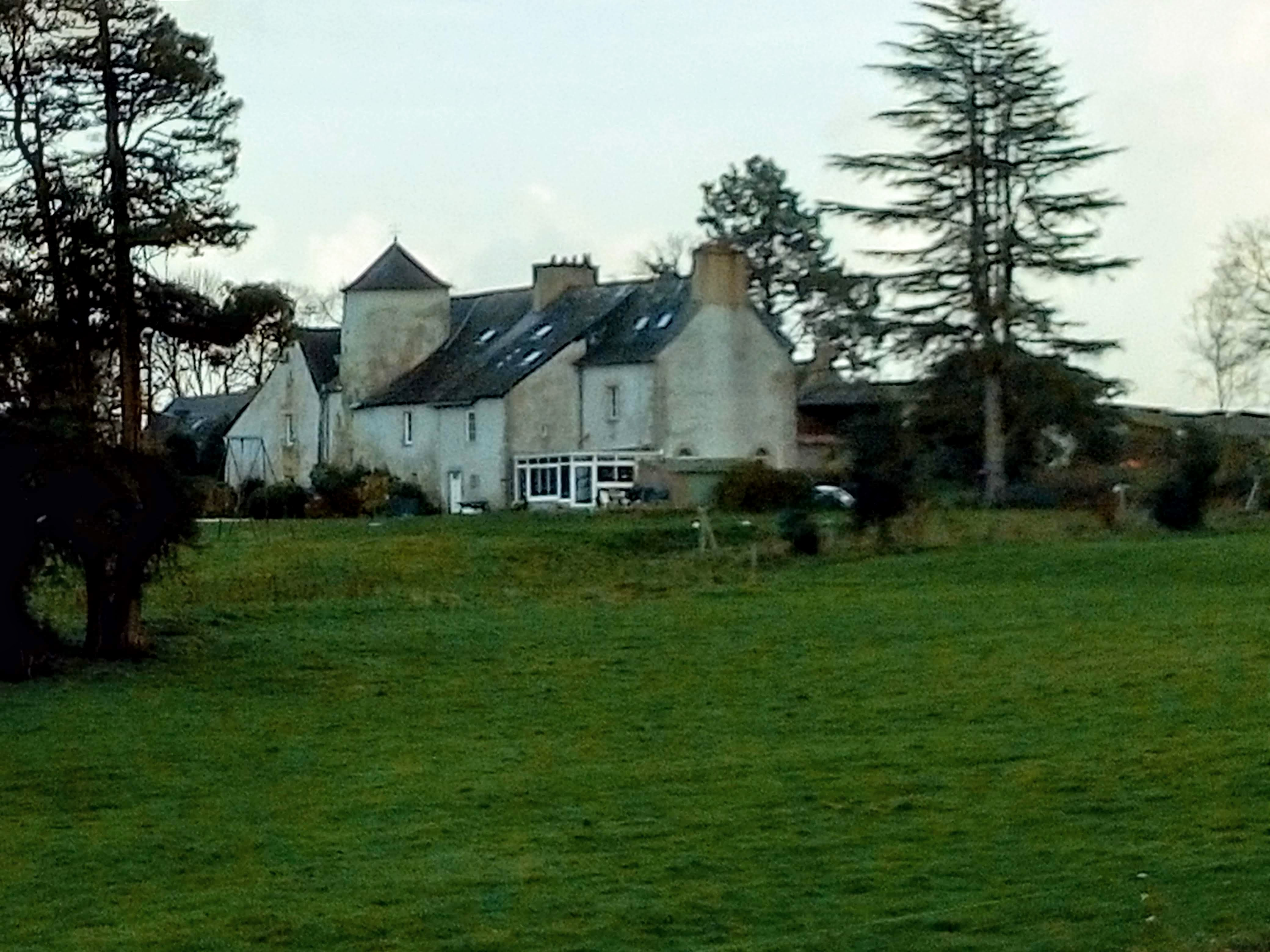
Le château du Resto vu du nord.

- Château de Kerlan : les familles Houstiou et du Plessis en furent propriétaires successivement[25].

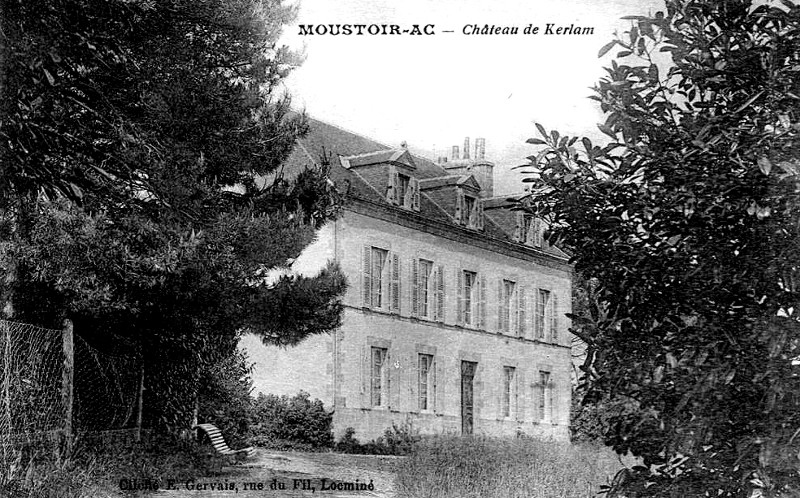
Le château de Kerlam (Kerlan) vers 1925 (carte postale Émile Gervais).

- Manoir de La Boulaye : il est propriété de la famille de La Coudraye en 1600 puis échoit au cours de la première moitié du XVIIe siècle à la famille de Langle[90]. Les seigneurs de la Boulaye avaient leur enfeu dans le chœur de l'église paroissiale.

Fontaines
Il y a deux fontaines de dévotion sur le territoire de Moustoir-Ac.
- La fontaine de Bodéno.
- La fontaine Sainte-Barbe.

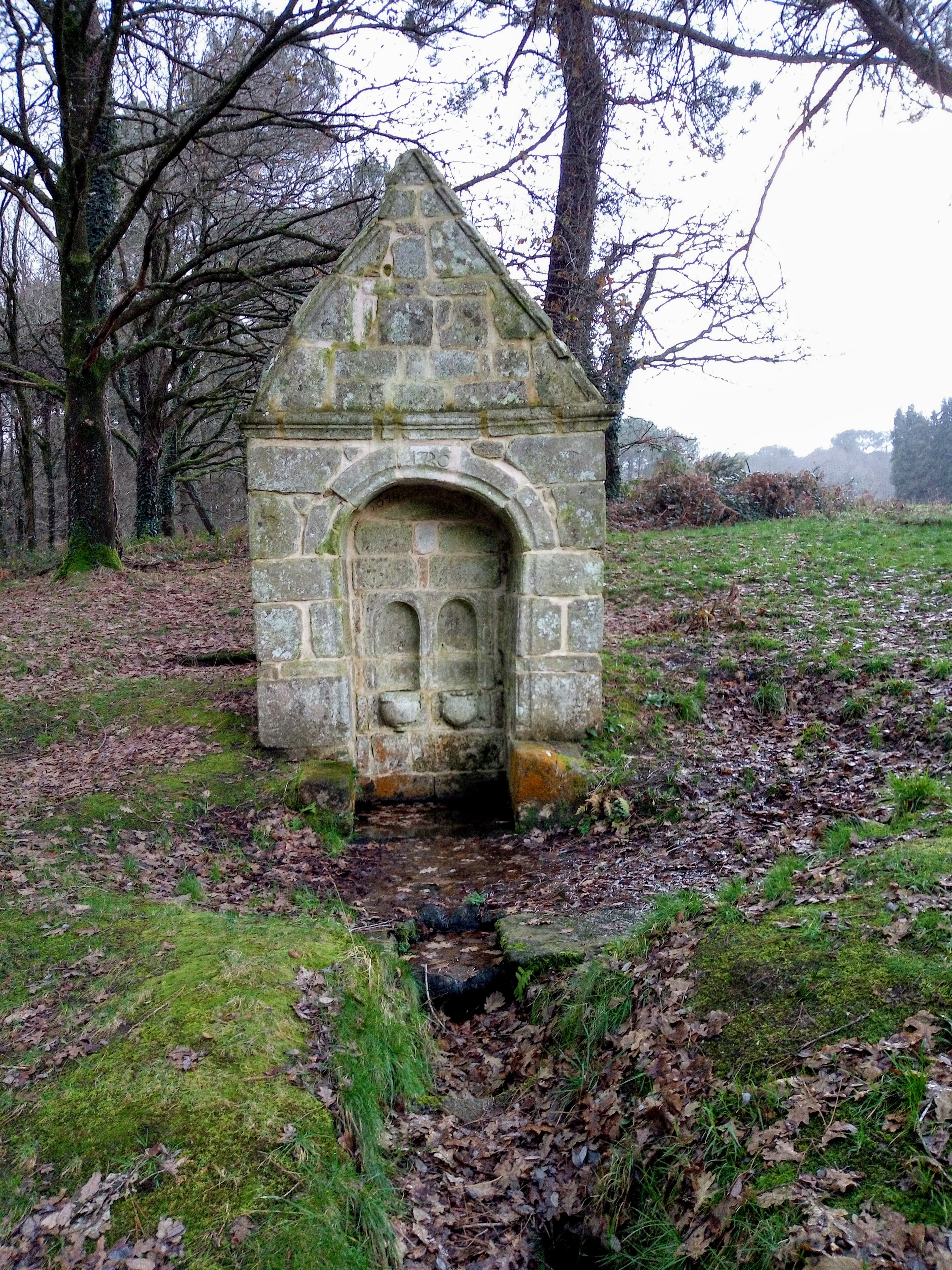
La fontaine de Bodéo.
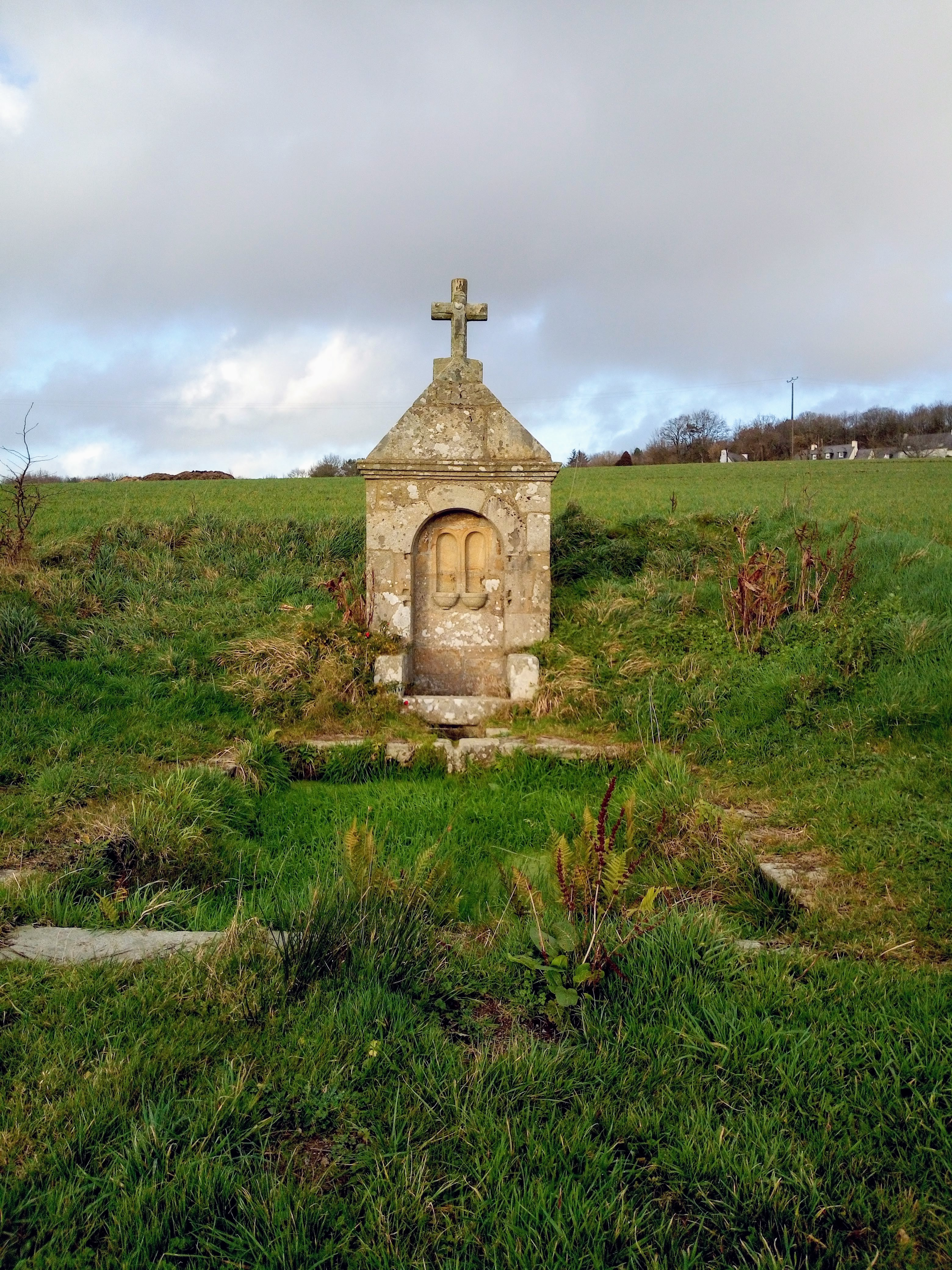
La fontaine Sainte-Barbe.

Lavoirs
Cinq lavoirs sont recensés sur le territoire de la commune.
- Lavoir de l'aire de jeux
- Lavoir de la Villeneuve
- Lavoir de Logeux
- Lavoir de Touleu Douar
- Lavoir de Parc er Mercer

Puits
Le territoire de Moustoir-Ac abrite trois puits à eau.
- Puits Grugen
- Puits de Brangouzerh
- Puits de Gouah Fetain

Fours à pain
Il y a dix fours à pain recensés sur le territoire de la commune.
- Four à pain de Kerliard
- Four à pain de Kerluhan
- Four à pain de Bodanquin
- Four à pain de Talhouët
- Four à pain de Gouah Fetain
- Four à pain de Maria
- Four à pain de Grugen
- Four à pain de Kerbastard
- Four à pain Laboulaye
- Four à pain de Brangouzerh

Monuments aux morts
Moustoir-Ac possède deux monuments aux morts, le premier situé au bourg et le second dans la campagne.
- Monument de l'église
- Monument du Minio

### Patrimoine religieux
Le patrimoine religieux de Moustoir-Ac est constitué de deux monuments historiques, l'église et la croix de cimetière, de deux chapelles, d'un cimetière, de neuf calvaires, de deux autres croix ainsi que d'anciens menhirs christianisés, Les Trois Croix.
Église et chapelles
Moustoir-Ac possède une église et une chapelle situées au bourg ainsi qu'une deuxième chapelle située au hameau de Kerhéro.
- Église Sainte-Barbe, classé monument historique. Elle était à l'origine sous le vocable de la Nativité, avant d'être placée sous celui de sainte Barbe. Sa tour a été reconstruite en 1777[91].

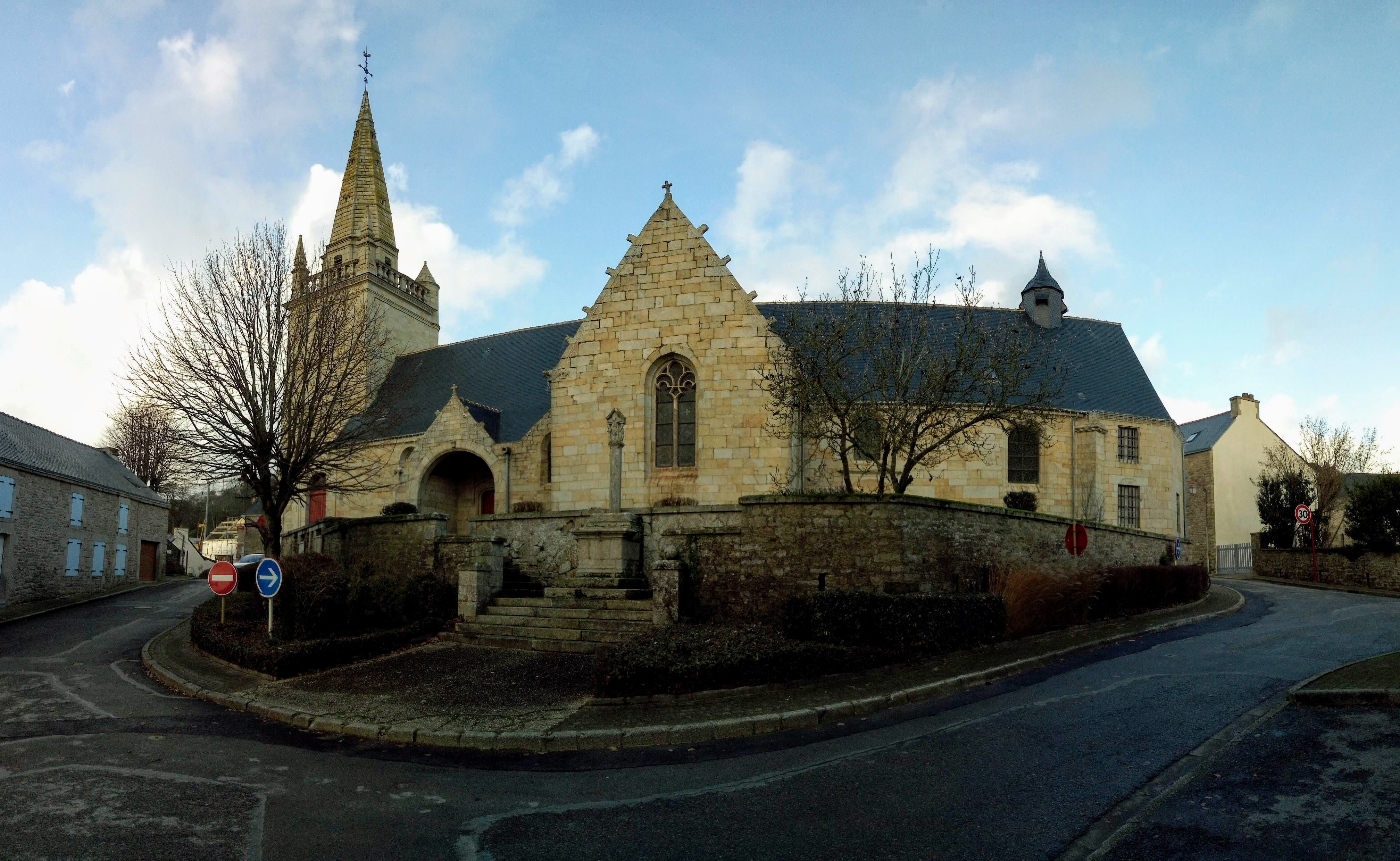
Église Sainte-Barbe : vue générale.
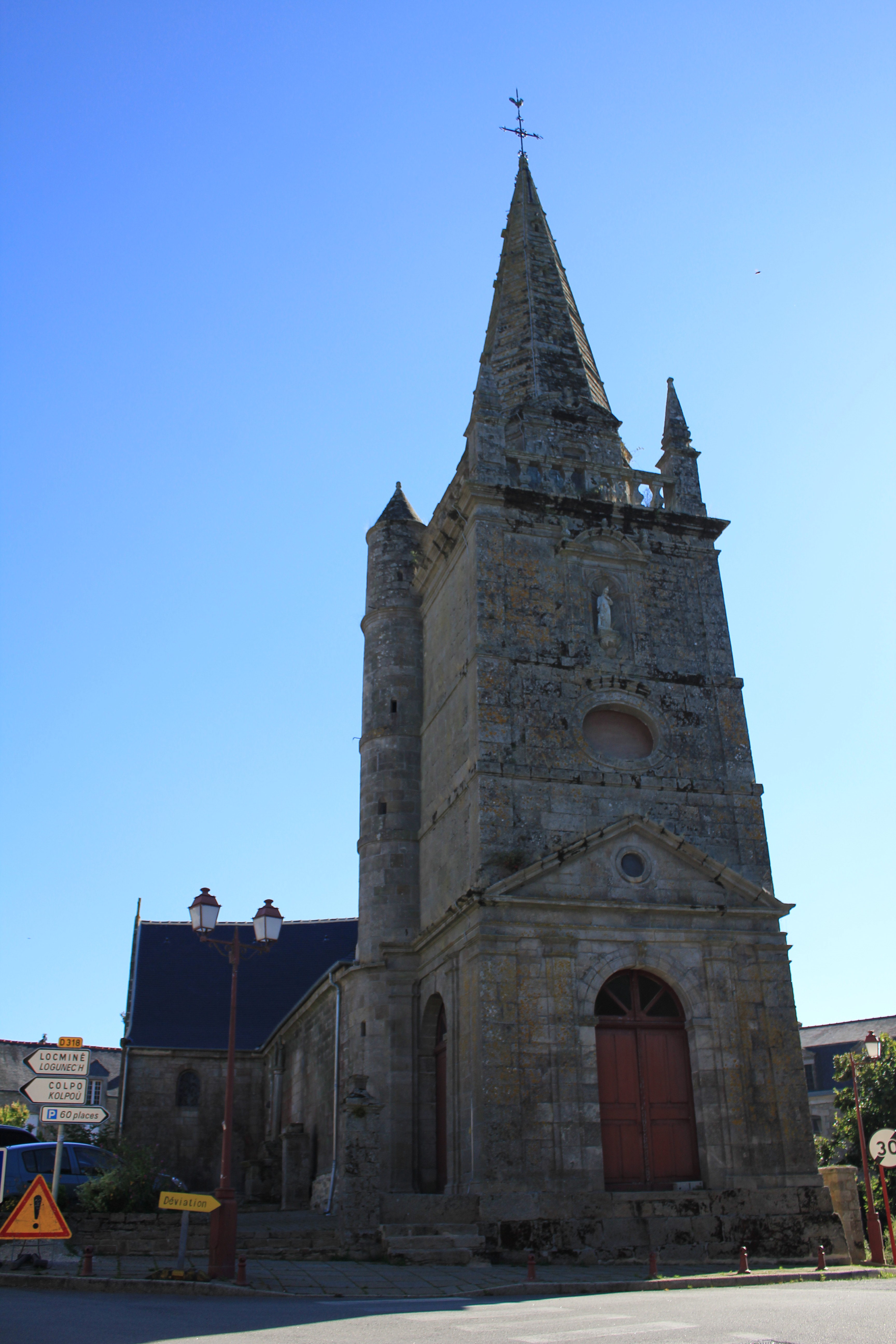
Église Sainte-Barbe : vue d'ensemble.
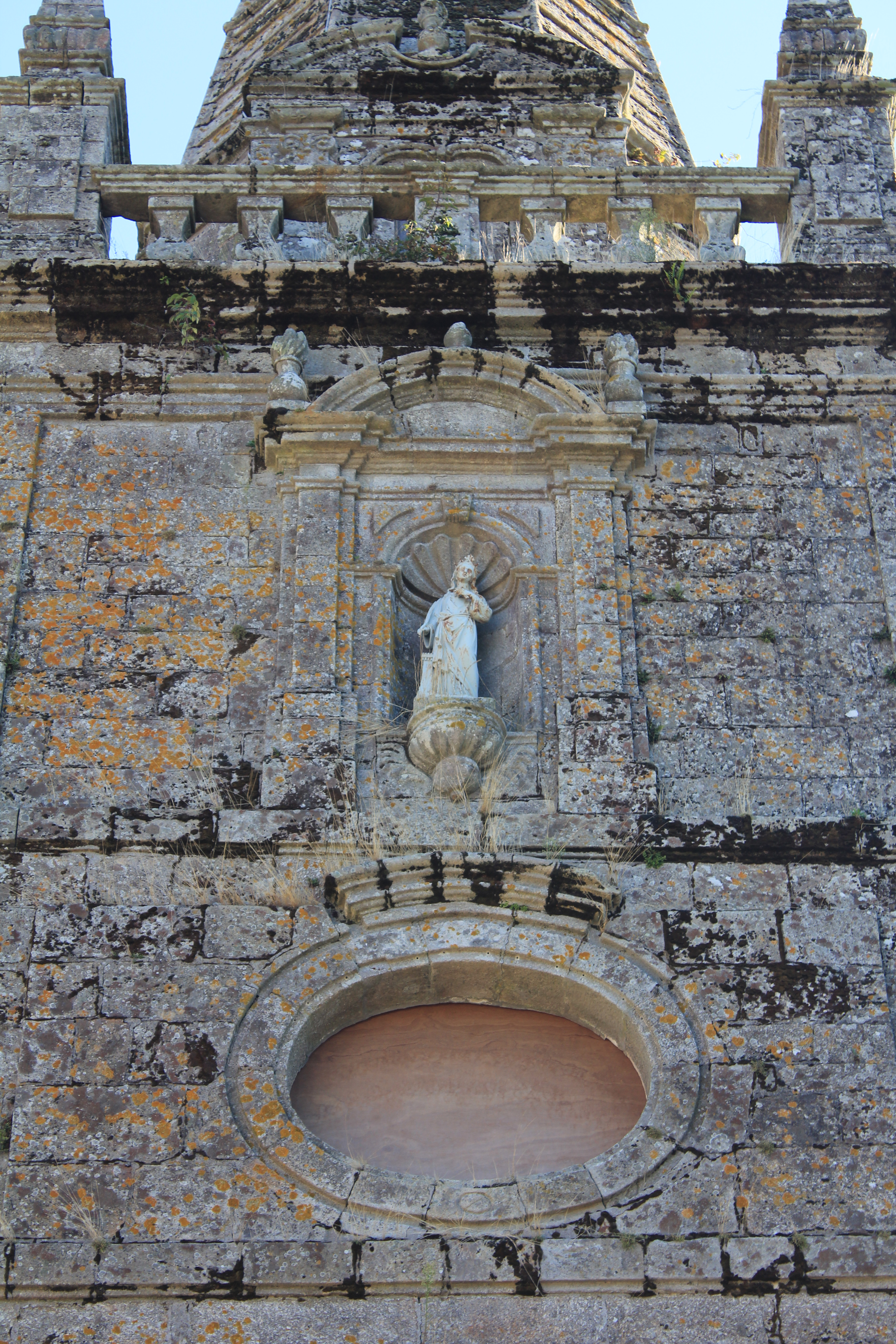
Église Sainte-Barbe : façade nord (vue partielle).
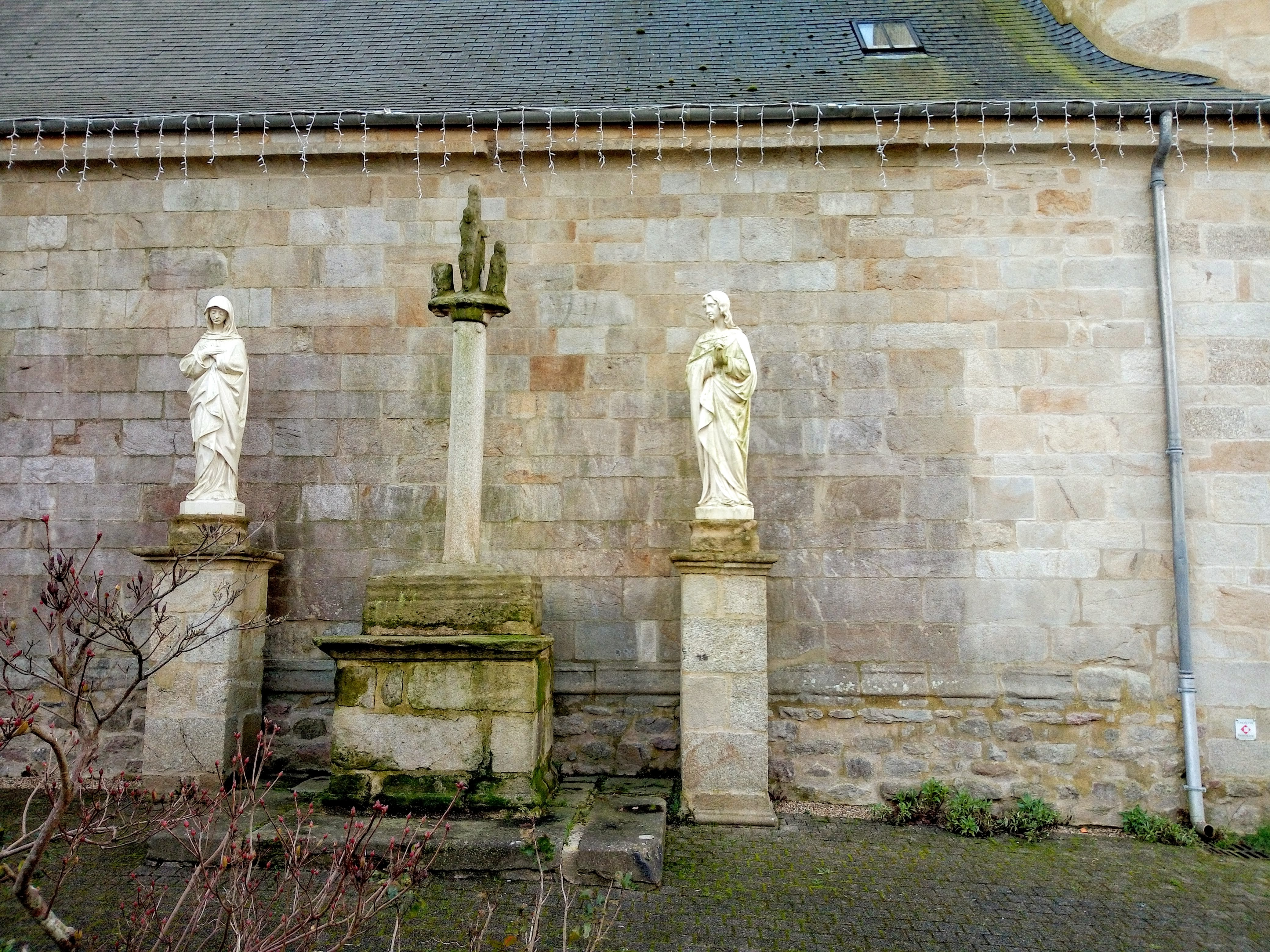
Façade nord de l'église avec les statues de la Vierge et de saint Jean encadrant un calvaire.

- Chapelle Notre-Dame-des-Sept-Douleurs, à Kerhéro.

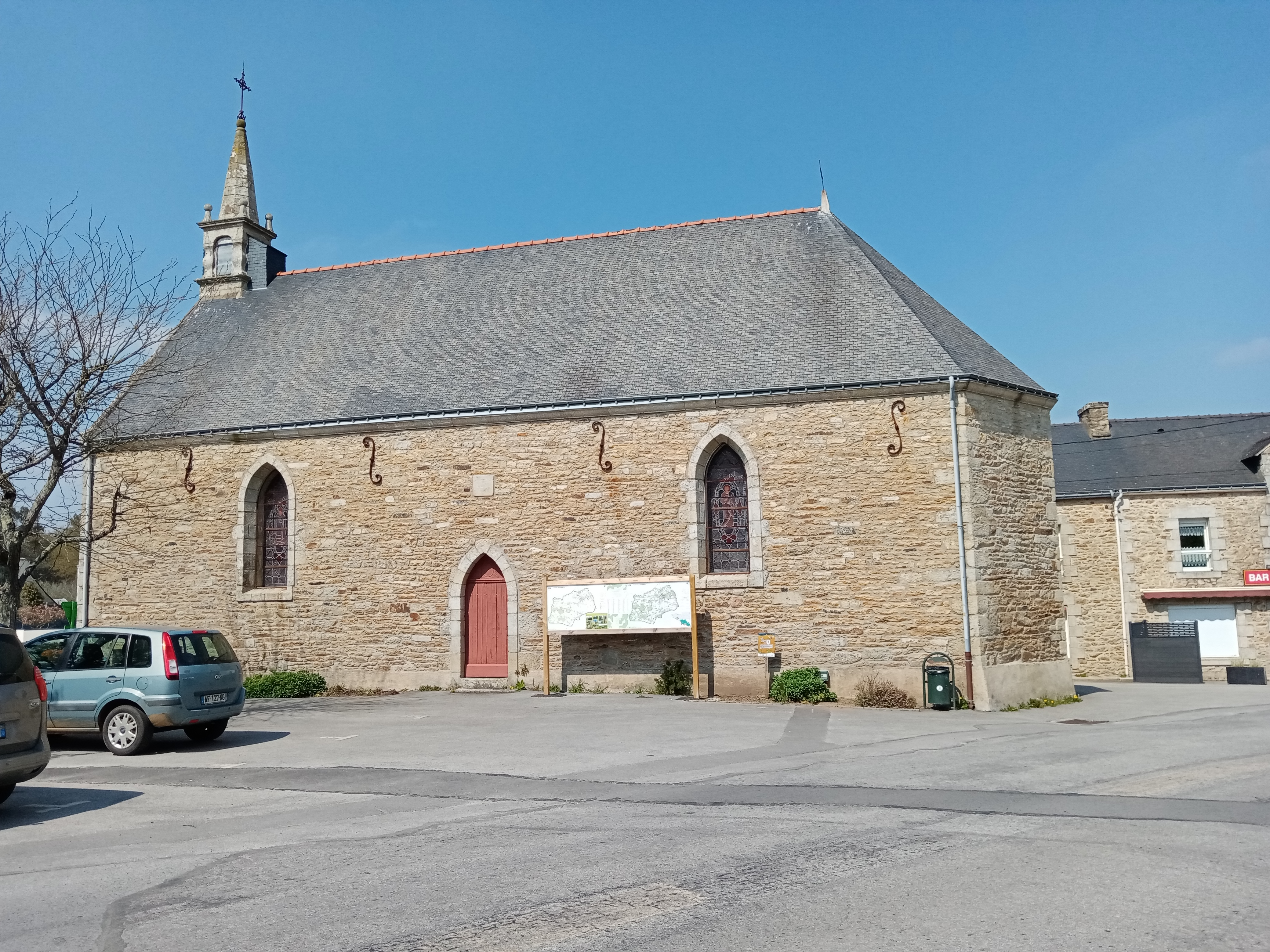
Chapelle Notre-Dame-des-Sept-Douleurs : vue d'ensemble.
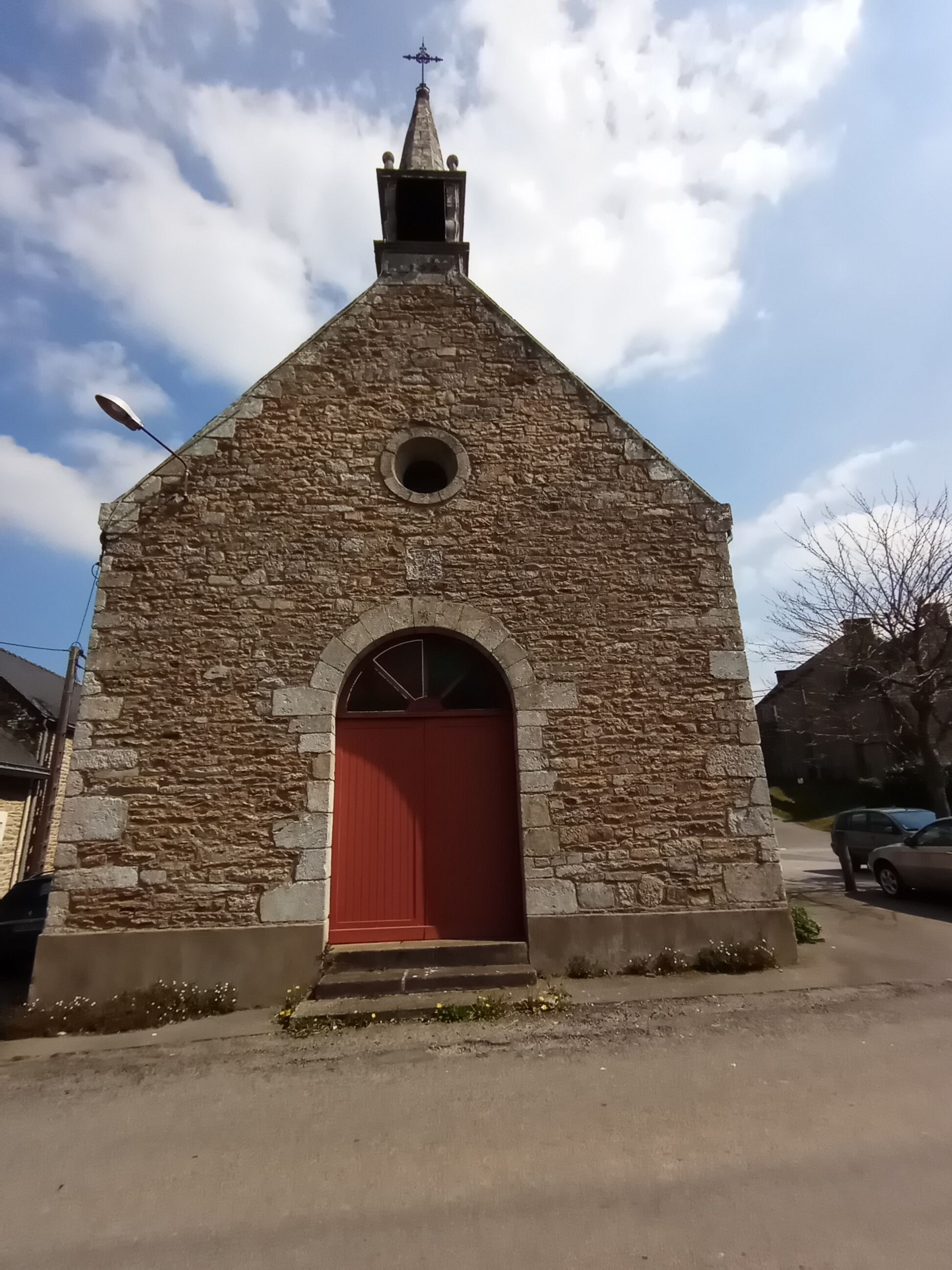
Chapelle Notre-Dame-des-Sept-Douleurs : façade.
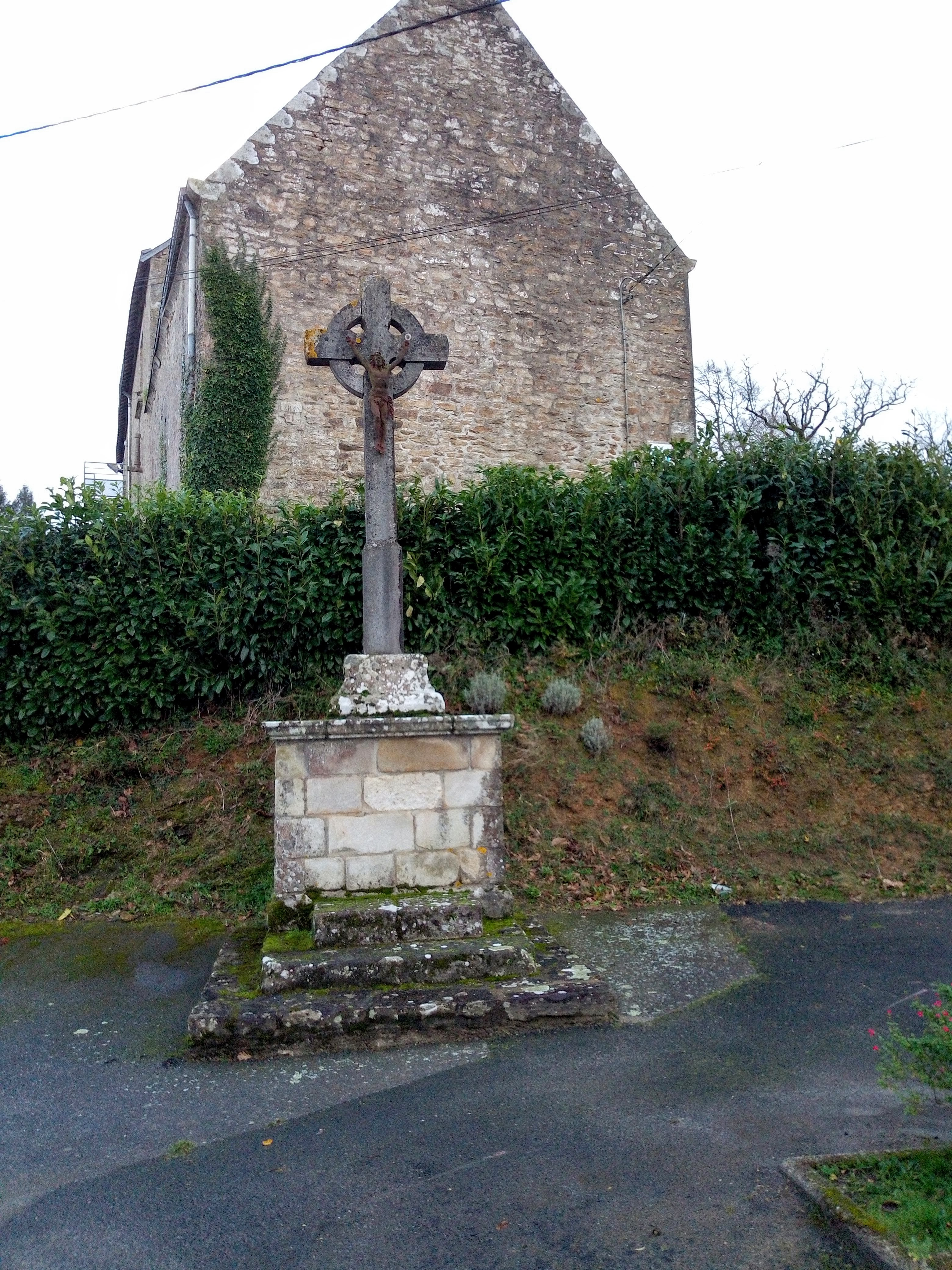
Le calvaire de Kerhéro.

- Chapelle Notre-Dame-de-Lourdes, dite de la Congrégation, en travaux pour devenir un espace multi-services.

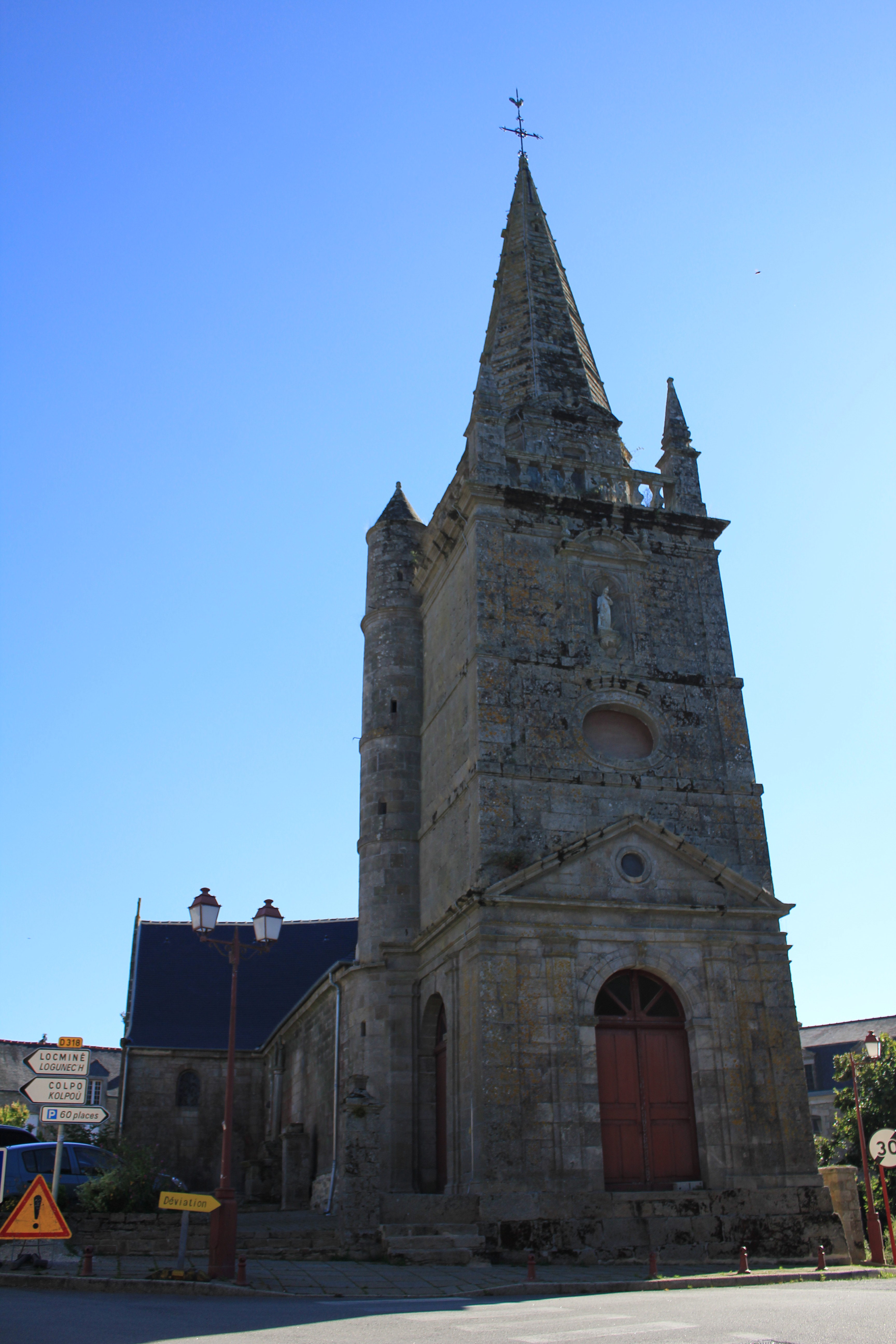
Église Sainte-Barbe de Moustoir-Ac.
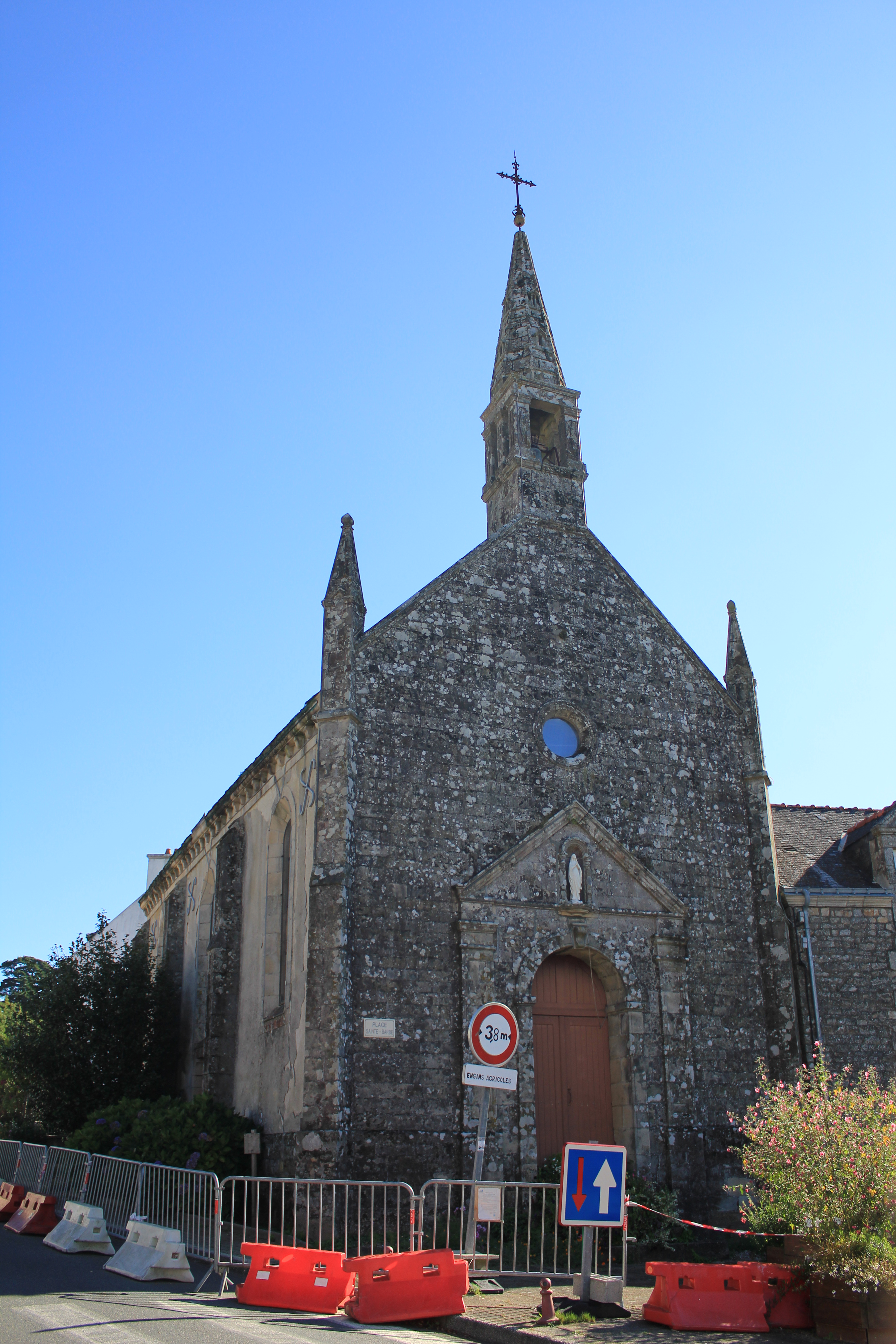
Chapelle Notre-Dame-de-Lourdes de Moustoir-Ac.
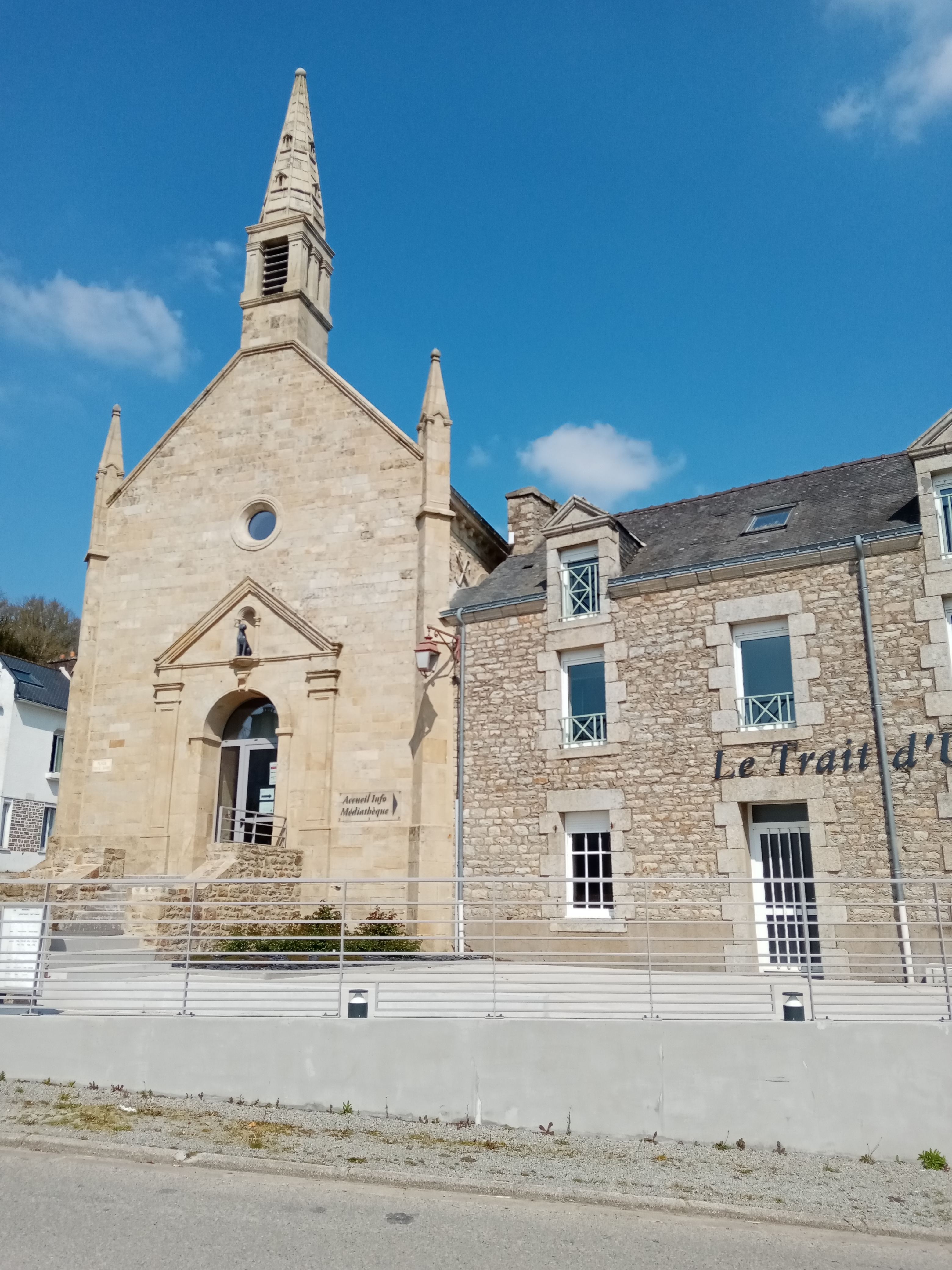
Chapelle de la Congrégation : façade.
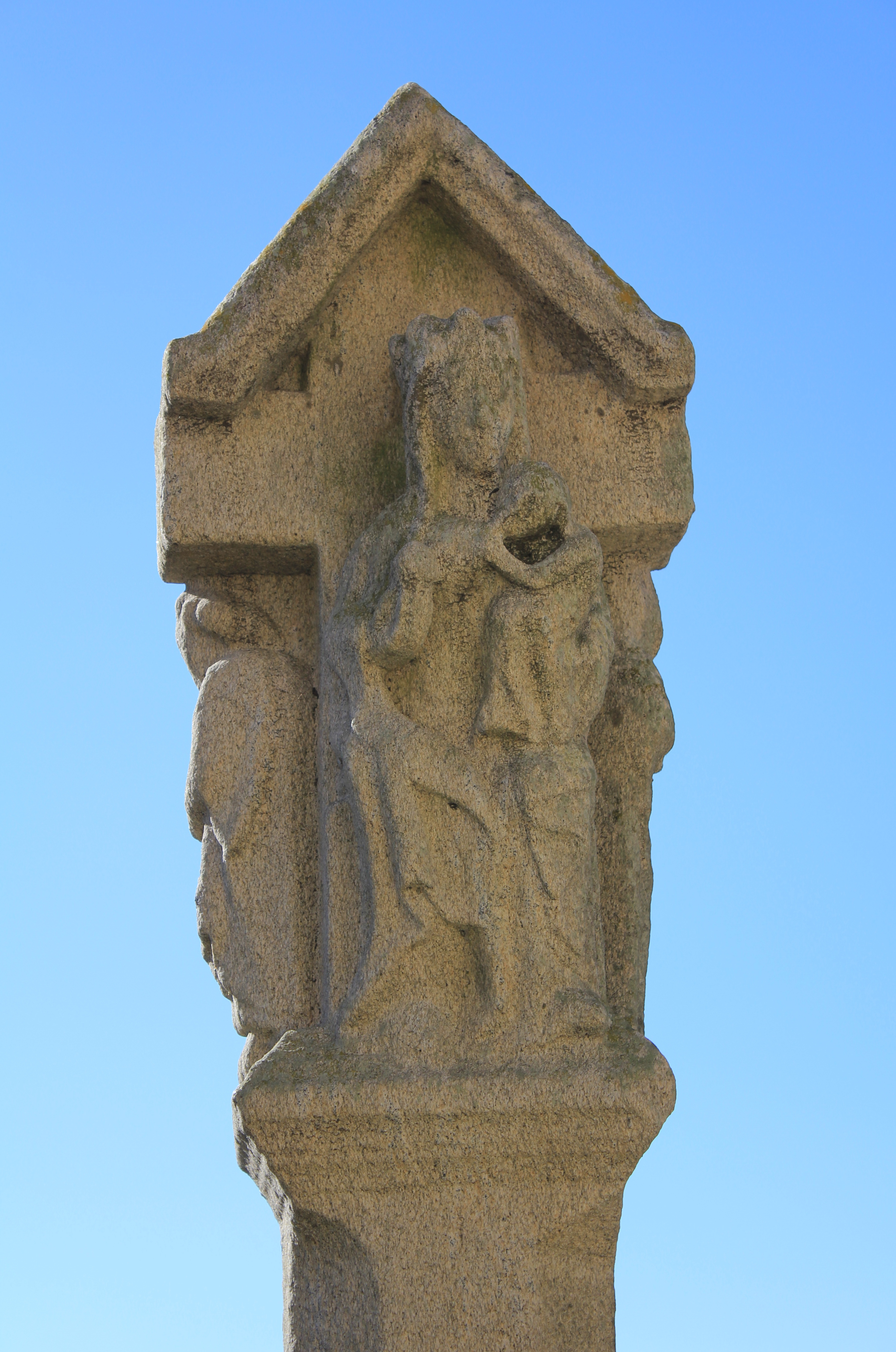
Croix de cimetière de Moustoir-Ac.

Cimetière
Un cimetière, situé au bourg, est présent à Moustoir-Ac.
Calvaires
Neuf calvaires sont recensés sur la commune. Ils sont disséminés un peu partout dans la campagne sur le territoire de Moustoir-Ac.
- Calvaire Botergal
- Calvaire du cimetière
- Calvaire Croix de Kergo
- Calvaire de Kerlaurent
- Calvaire de Talouët
- Calvaire de Kerbouard
- Calvaire de Kerhéro
- Calvaire de Mené
- Calvaire Viaouit

Croix
Il y a trois croix recensées sur le territoire de la commune, dont la croix de cimetière qui est classé monument historique.
- Croix de cimetière de Moustoir-Ac , classé monument historique .
- Croix Kerveze
- Croix Caijo
- Les Trois Croix (XVIIe siècle ), situés au lieu-dit Les Trois Croix.

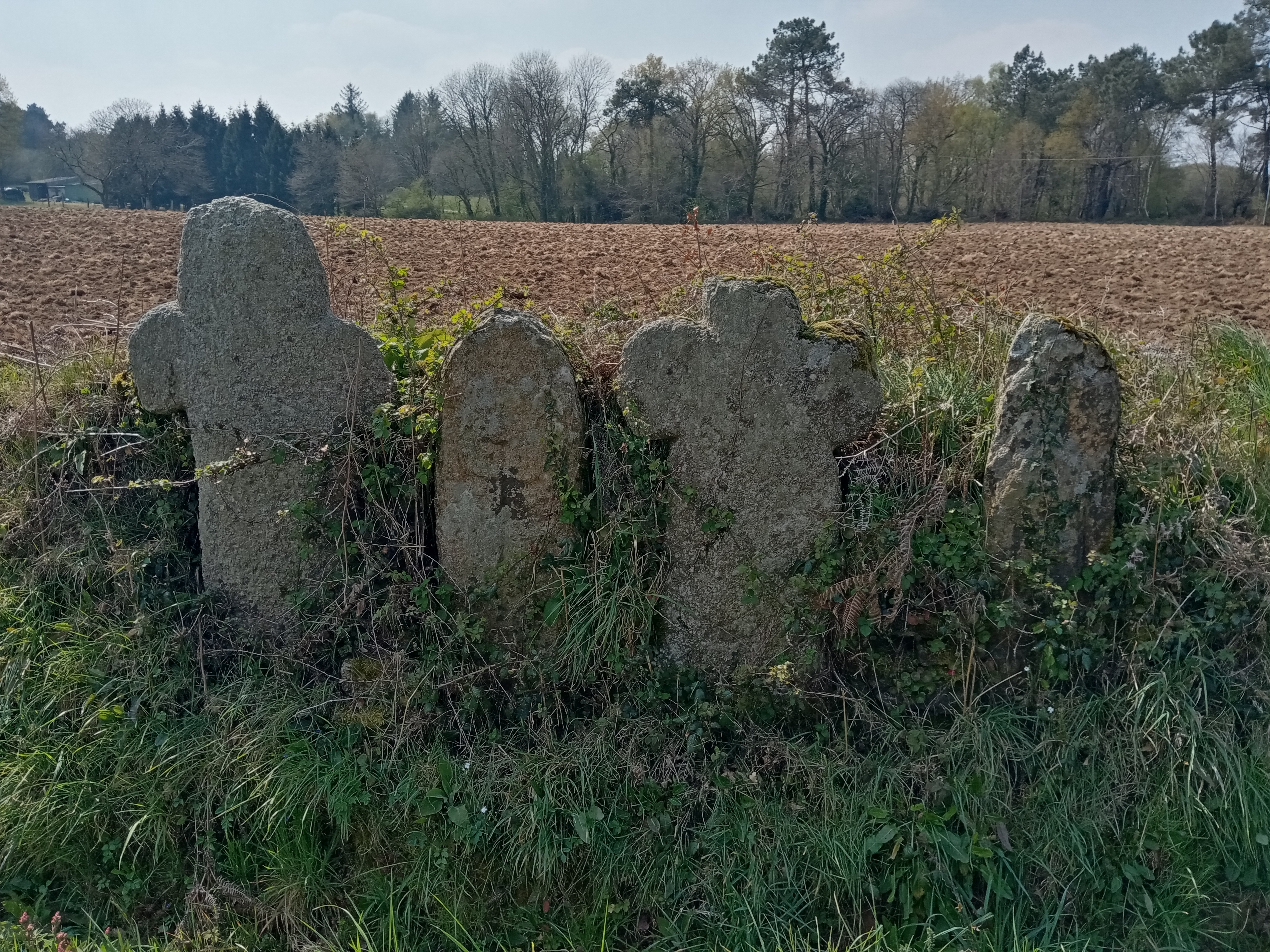
Les Trois Croix.

### Monuments mégalithiques
La période du Néolithique est très présente sur le territoire de Moustoir-Ac. En effet, les habitants de ce territoire lors de cette période ont laissé de nombreuses traces : dolmens, menhirs, allée couverte et autres. Mais de nombreux monuments mégalithiques ont aujourd'hui disparu, abattus lors des opérations de remembrement ou détruits par le temps. Certains ont même été prélevés volontairement pour servir de stèle à fonction commémorative et envoyés à Locminé, Grand-Champ, Pontivy, Tréal, au camp militaire de Coëtquidan et au camp militaire de Meucon. Heureusement, de nombreux mégalithes ont résisté à ces obstacles et témoignent encore aujourd'hui de la vie des néolithiciens sur le territoire communal. Voici ces monuments : 
- Dolmen de Kermorvan, classé monument historique.
- Dolmen du Resto
- Dolmen de Kerrio
- Menhir de Kerara, classé monument historique.
- Menhir Mein-Bras de Kermarquer, classé monument historique.
- Menhir de Cosquéro
- Menhir de Botergal
- Menhir de Kerigo
- Menhir de Men-Bras-de-Kermar-Ker B
- Menhir de Quélennec
- Menhir de Ty Planche

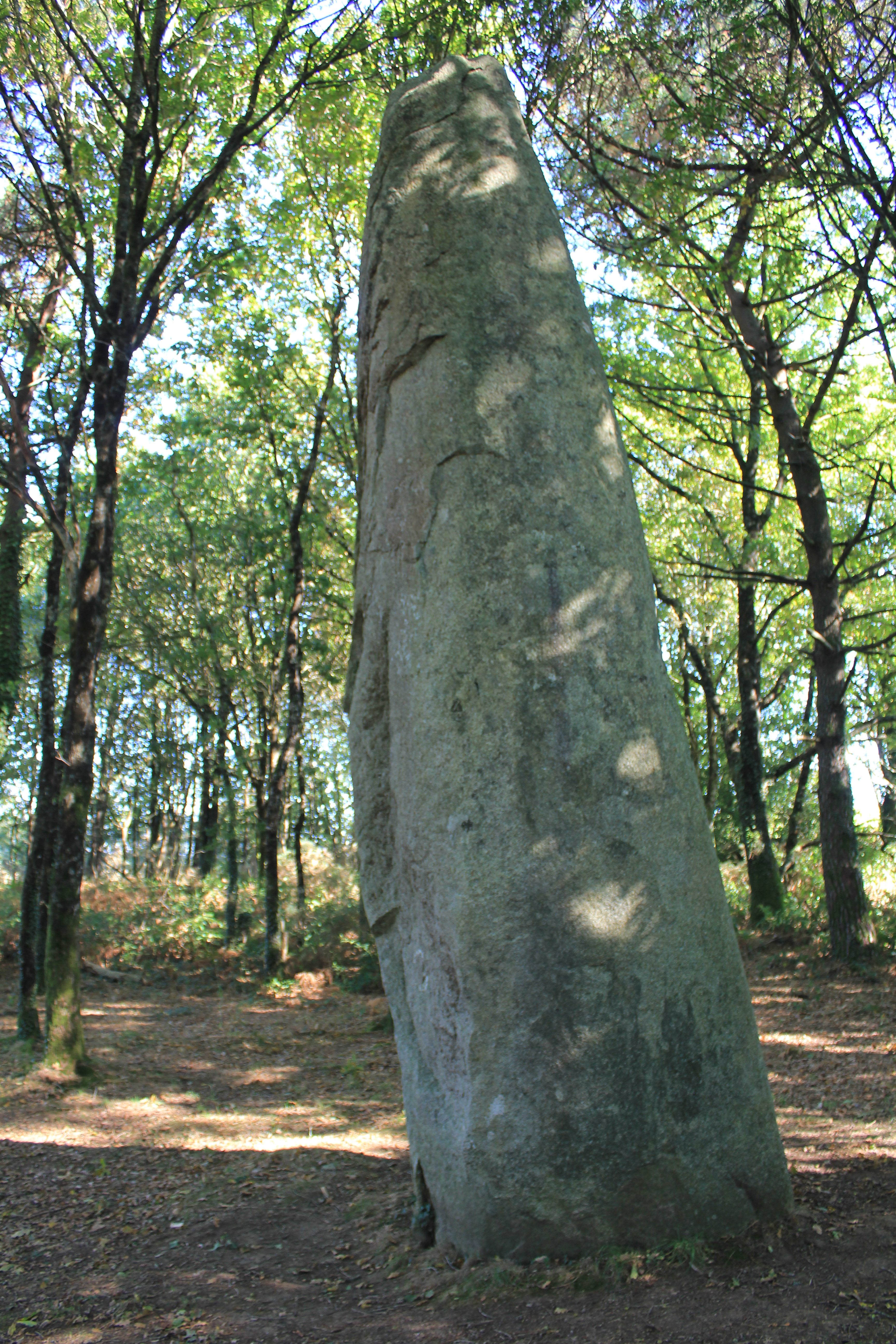
Menhir de Kermarquer.
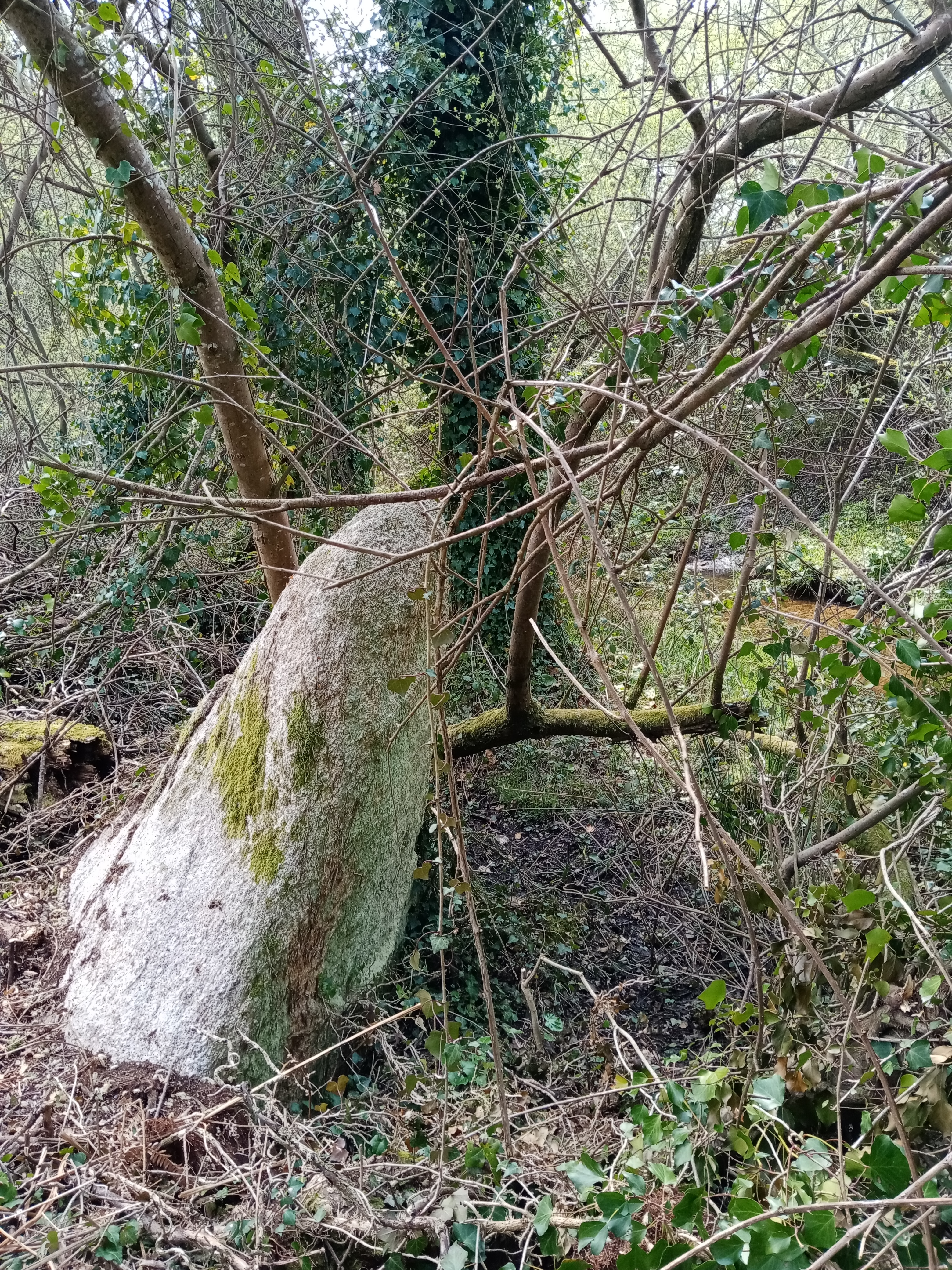
Menhir de Men-Bras-de-Kermar-Ker B.
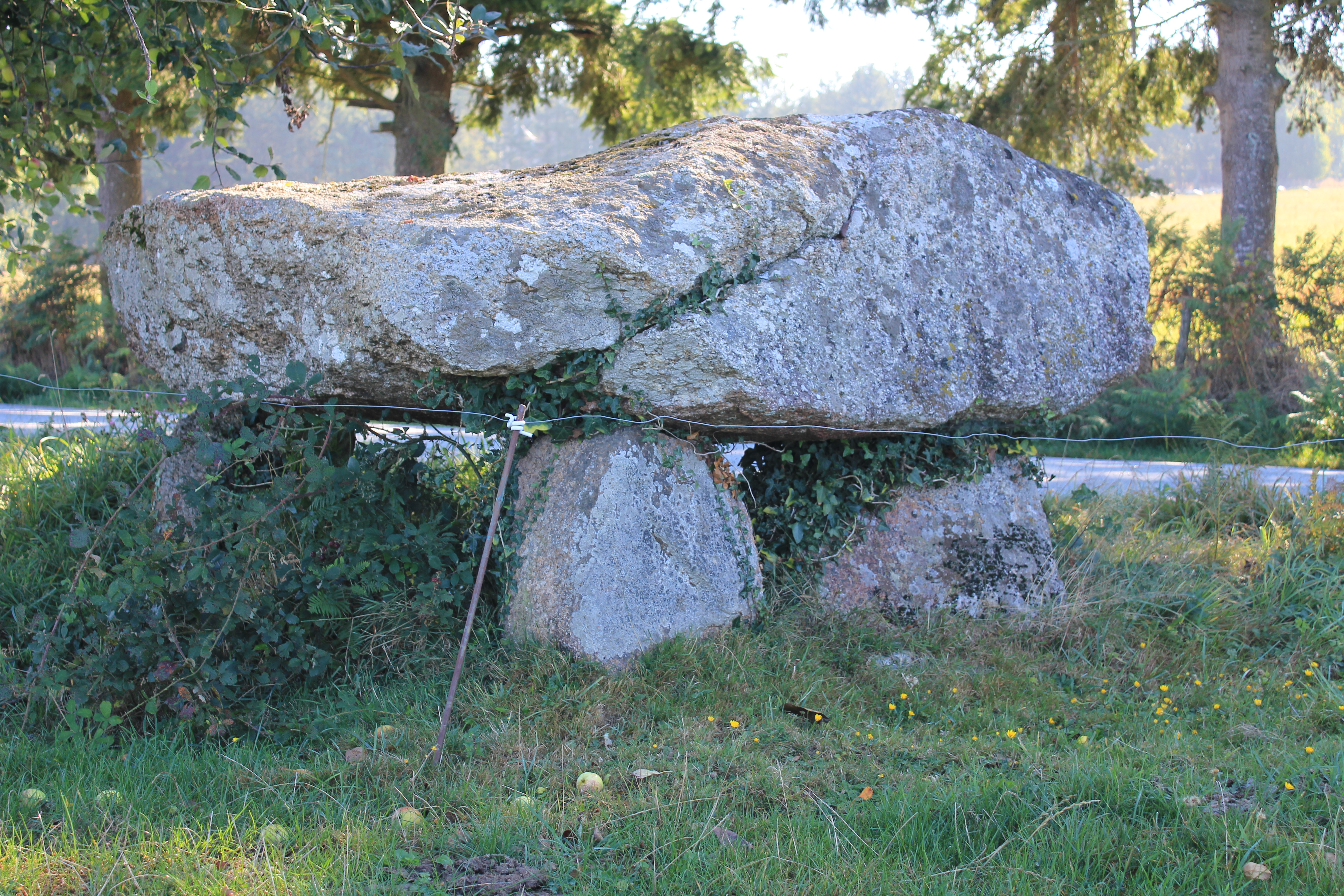
Dolmen de Kermorvant.
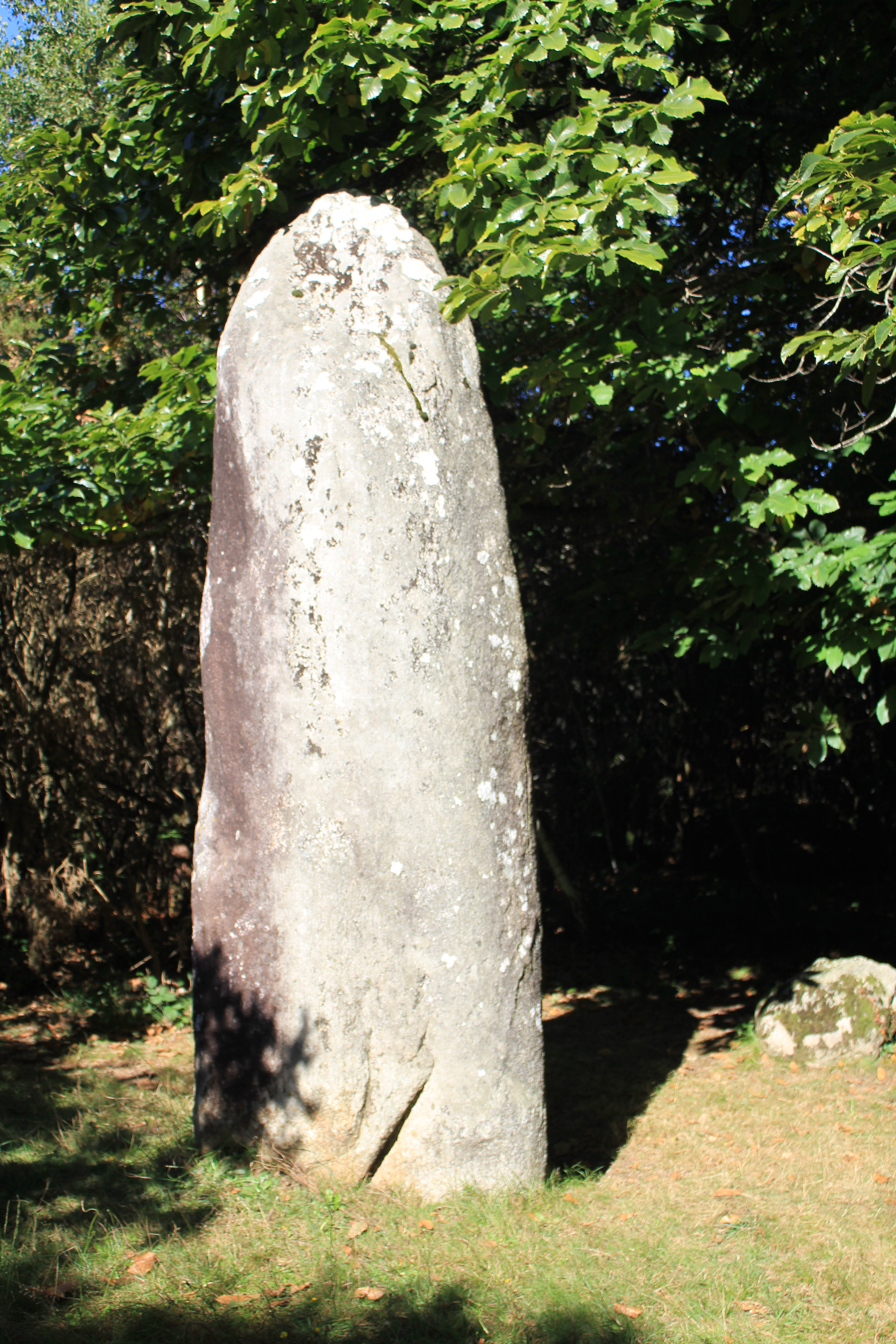
Menhir de Kerara.

### Sites archéologiques
Les fouilles archéologiques entreprises sur le territoire de Moustoir-Ac sont en grande partie celles de M. de La Fruglaye qu'il entreprit en 1856 principalement. Il découvrira :
- le tumulus du dolmen du Resto ;
- de nombreux ensembles mégalithiques disparus comme le dolmen de Kervehin ou une allée couverte à Kerigo ;
- plusieurs substructions gallo-romaines comme des restes de villae ;
- les vestiges d'un camp romain ayant plusieurs enceintes et les fondations de deux maisons. Il y découvrit quantité d'objets romains notamment des vases en poterie, le pommeau et une partie de la lame d'un sabre romain et des pièces de monnaie.

M. de La Fruglaye ne découvrit pas tous les sites archéologiques de Moustoir-Ac, d'autres furent découverts plus tard :
- un dépôt de l'âge du bronze final au Cosquer découvert en 1923. Ce dépôt comprenait des haches armoricaines en bronze plombeux utilisé comme un lingot monnaie, un percuteur en quartz, des bifaces, des grattoirs de silex... ;
- les vestiges d'un camp gallo-romain découvert en 1964 au lieu-dit l'Hôpital, dont une tête en granite et trois colonnes en granite ;
- une mystérieuse chambre souterraine découverte en 1972 à la limite des communes de Moustoir-Ac et de Bignan. Une galerie descend en pente prononcée pendant 5 m vers une salle ovoïde de 3 m de long sur 2 m de large. À l'extrémité opposée, une seconde galerie monte en pente assez fort jusqu'à une autre entrée. Aucun objet ne fut découvert à l'intérieur[92].

## Personnalités liées à Moustoir-Ac
- Bleiz Lannvau ou Blei Lann Vaus, pseudonyme de Jacques Le Maréchal (1877-1948), né à Moustoir-Ac, prêtre et poète breton.
- Joseph Morvan, dit Job Morvan (1924-1999), né à Moustoir-Ac, coureur cycliste professionnel breton.
- Sylvère Jezo (1913-1976), né à Moustoir-Ac, coureur cycliste professionnel breton.